# Benetúser
Benetúser (oficialmente en valenciano: Benetússer) es un municipio español de la Comunidad Valenciana, perteneciente a la provincia de Valencia, en la comarca de la Huerta Sur.
Limita al norte con Valencia y Alfafar; al este y sur, con Alfafar; y al oeste, con Paiporta y Alfafar. Tiene especiales vínculos con otros municipios como Alfafar, Masanasa, Sedaví y la pedanía valenciana de La Torre, cuyos centros urbanos están más próximos que el de Paiporta.
En el plano económico, a lo largo del siglo XX, ha tenido un marcado carácter industrial, predominando la industria del mueble y las destilerías, aunque desde las últimas décadas del siglo pasado ha sufrido un cambio, pasando de ser un municipio fundamentalmente industrial a ser un municipio con predominio del sector servicios.

## Símbolos

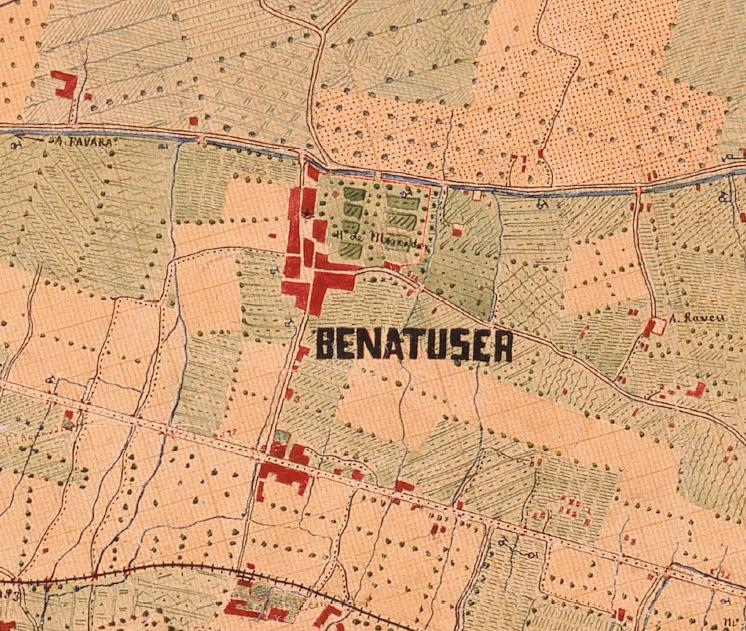
Benetúser en 1883, escrito como Benatuser. (N→)

La primera vez que aparece el topónimo del municipio fue en los asientos del Llibre del Repartiment, en el que aparece escrito de diversas formas, las cuales por orden cronológico de aparición son las siguientes: Benituçen, Benitusem, Benituçem y Benetuçem, siendo la primera mención de 1238 y las tres restantes, que aparecieron prácticamente a la vez, de 1240. El topónimo «Benetúser» tiene su raíz y explicación en el mundo árabe. Tradicional y popularmente se ha dicho que durante los años de dominio musulmán se conocía al lugar como Benitúzem, lo cual se decía que venía de la forma compuesta de Beni- (plural de Ibn = hijo de) y Túzem (antiguo topónimo de Túnez), aunque esto no es cierto, ya que los técnicos arabistas no encuentran ni un nombre propio, ni kunya, ni nisba con los que emparentarlo. Varios técnicos arabistas, como Carme Barceló y Asín Palacios, no han encontrado una explicación respecto a su significado semántico, por lo que se incluyó en la "Lista de topónimos probable o seguramente arábigos, no descifrados todavía".
El emblema con una representación del escudo que utiliza el Ayuntamiento de Benetúser garantiza su uso institucional, a pesar de no estar oficializado en el Diario Oficial de la Comunidad Valenciana (DOCV). La descripción heráldica, aunque no oficial, del escudo de Benetúser es la siguiente:

Sobre pergamino escudo ovalado con cuatro palos de gules sobre campo de oro. Por timbre lleva una corona de marqués, de oro con piedras y perlas, tiene ocho florones (cuatro foliados y los otros en pirámides de tres perlas; visibles uno y dos medios de la primera especie y dos intercalados de la segunda). Por soportes lleva una palma y un ramo de laurel.[cita requerida]

Las cuatro barras son el antiguo emblema de los reyes de la Corona de Aragón, y forman parte de los actuales escudos de España, Aragón, Cataluña, Comunidad Valenciana, Islas Baleares y de muchas de las localidades que pertenecían a la Corona de Aragón. Mientras que la corona de marqués se debe al marqués de Dos Aguas y Señor de Benetúser.
El estandarte al igual que el escudo no está oficializado por el DOCV, lo cual no supone que tanto las instituciones municipales como los vecinos no la utilicen. Se describe como un paño de oro del derecho y granate en el revés, y en cuyo centro debe figurar el escudo de la ciudad.

## Historia

### De la antigüedad al medievo

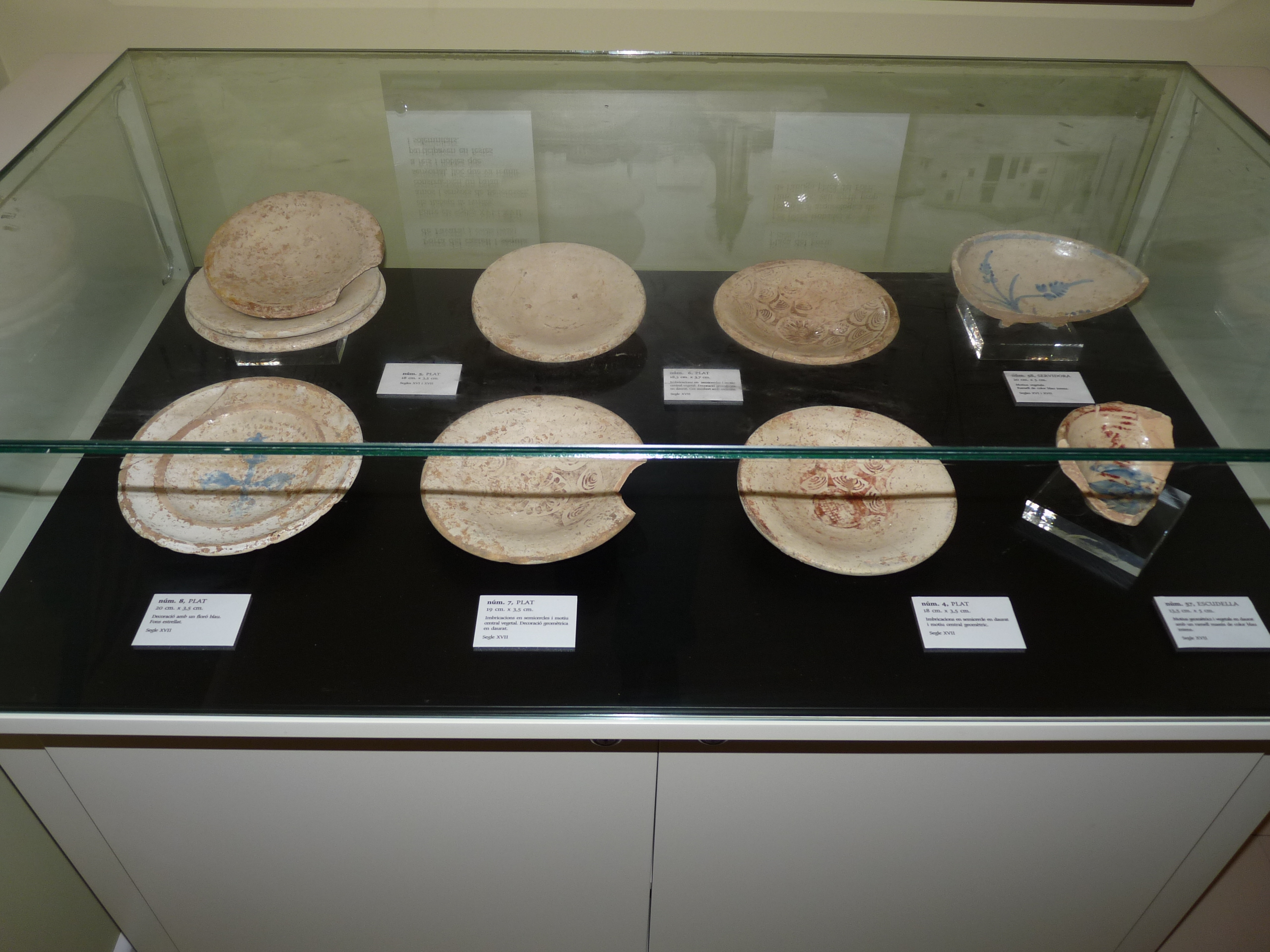
Restos arqueológicos de época califal de Benetúser

El lugar que ocupa Benetúser, al igual que el resto de la Huerta Valenciana, es probable que estuviera muy poblado por el hombre durante los tiempos prehistóricos y en los tiempos antiguos de la Historia. Al encontrarse el municipio en una zona de gran fertilidad, los diferentes pueblos que han pasado por la península se han disputado su posesión, por ello fue conquistada y dominada por los iberos, cartaginenses, romanos, godos y árabes.
Hay indicios que indican que este lugar era una centuriación romana, aunque no hay datos que demuestren la permanencia de dominadores con carácter de habitantes en lo que hoy es el pueblo de Benetúser, pero es indudable que hubo viviendas aisladas y graneros, casas de aperos, etc. En estas viviendas residían individuos destinados al cuidado de las haciendas, tanto fenicias, como romanas o godas.
Hasta la llegada de los árabes, con su caudillo Guamedo Soto en que con la construcción de la casa Babot, en 1250, se inició el movimiento de población con carácter de permanencia aunque en limitadas proporciones. También da fe del origen de Benetúser como alquería mora “de los hijos o descendientes de Túzem” la cerámica encontrada durante las excavaciones arqueológicas realizadas en 1987 en la plaza de la Iglesia. Esta cerámica, verde y manganeso, está fechada en la segunda mitad del siglo X, cuando los califas Omeyas gobernaban la península y la decoración que se imitaba era la de Córdoba.

### De la reconquista a la actualidad
Pese a los indicios de que pudo ser una centuriación romana, no encontramos constancia de él hasta 1250 cuando el municipio aparece reseñado en el Llibre del Repartiment, código en el que se detalla el reparto de tierras después de la conquista de Jaime I, como Benitúzem, forma compuesta de Beni- (plural de Ibn = hijo de) y Túzem (antiguo topónimo de Túnez).
Después de la reconquista cristiana de Jaime I de Aragón, el Conquistador, Benetúser fue repoblado por familias oriundas de Cataluña, Aragón y Montpellier (Francia). El 27 de abril de 1351 Giner Rabassa adquiere el municipio, a pesar de que el linaje derivó en 1412, por diversos parentescos, en la familia señorial de los Rabassa de Perellós.

La Rabaza verda sobre camp daurat,
Los agnom nos declara de aquell Provenzal,
Que ens serví en les guerres ab puntualitat,
Guillermo Rabaza a qui han nomenat Lo de Montpeller,
Est de son caudal Gent portà a Mallorca, e també a Valencia,
Ab lo cual pogué adquirir hacienda,
Que està gotjant hui, e sa descendencia,
Ser de vos honrats ab molta vivenda,
Perque entre els germans no taja contienda.
Trova de Jaume Febrer Caballer dedicada a los Rabassa.

En aquella época medieval, a finales del siglo XVI, el señor de Benetúser pide desvincular el municipio de la parroquia de Alfafar, lo que se le concederá en 1574, por lo que fue construida la iglesia, que hacía las funciones al mismo tiempo de capilla del castillo a la vez que la todavía visible puerta de entrada al jardín palacial, popularmente conocida como la puerta de Favara.
En 1884, la hija de los marqueses de Dos Aguas y señores de Benetúser, doña Sofía Dasí Puigmoltó, se desposó con el conde de Berbedel, y el matrimonio heredó el palacio de Benetúser, con sus posesiones y tierras. Este edificio sería derribado en el año 1934.
Benetúser tuvo una de las primeras "fábricas de ladrillo o cerámica" (rajolars) de la comarca y también fue pionera en la industria cárnica con sus frigoríficos industriales, así como licorera e industria de curtido, molinos de arroz, etc. Pero donde tuvo una total expansión fue con la industria del mueble, de donde continúa siendo pionera, aunque actualmente se centra en el comercio.

### Inundaciones por la DANA del 29 de octubre del 2024
El 29 de octubre de 2024, el municipio sufrió catastróficas inundaciones debido a un temporal de gota fría, que arrasó con carreteras, puentes y viviendas, dejando más de 200 muertos y cientos de damnificados en la provincia de Valencia. Las intensas lluvias desbordaron ríos y sistemas de drenaje, sumergiendo calles enteras bajo el agua y causando estragos en cultivos y propiedades.

## Geografía

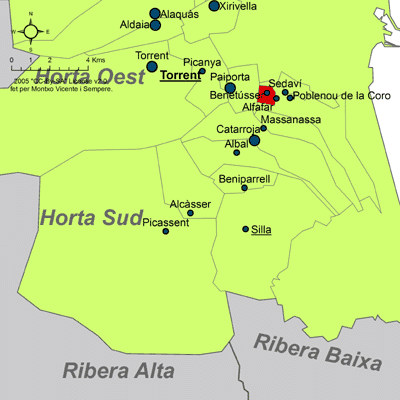
Localización de Benetúser en la comarca de la Huerta de Valencia

Benetúser se encuentra a 8 kilómetros de la costa mediterránea de la península ibérica, concretamente de la playa de Pinedo, sobre la gran llanura aluvial que formaron los ríos Júcar, Turia y la rambla del Poyo, justo a 11 kilómetros del lago de la Albufera de Valencia, en el centro del golfo de Valencia.
El término municipal tiene una superficie de unos 0,76 km², y se caracteriza por ser completamente llana y alzarse 11 m s. n. m. Como el territorio de Benetúser se sitúa sobre la llanura de inundación de la rambla del Poyo, los tipos de suelos que se encuentran son del cuaternario, como son los fluvisoles (suelos formados sobre depósitos aluviales) y los gleisoles (suelos formados sobre materiales no consolidados, excluyendo los de origen aluvial).
Situado 5 kilómetros al sur de la ciudad de Valencia, Benetúser forma parte de la Comarca de la Huerta Sur, la cual es de creación moderna (1989) y comprende la zona sur de la histórica comarca de la Huerta de Valencia, así como algunos municipios de la antigua comarca de la Ribera Baja (Alcácer, Picasent y Silla). Benetúser limita por norte, sur y este con el casco urbano de Alfafar, mientras que por el oeste limita con el término municipal de Paiporta. La ciudad forma una conurbación, es decir, un solo núcleo urbano, con los pueblos vecinos de Alfafar, Sedaví, Lugar Nuevo de la Corona, Masanasa y la pedanía valenciana de la Torre.
| Noroeste: Valencia | Norte: Alfafar | Noreste: Alfafar |
| Oeste: Paiporta    |                | Este: Alfafar    |
| Suroeste: Alfafar  | Sur: Alfafar   | Sureste: Alfafar |

### Orografía

#### Glacis
El río más importante desde el punto de vista geomorfológico e hidrológico de toda la zona es el río Turia, por lo que la formación de la llanura en la zona de la Huerta Sur se le debe en mayor medida a él, aunque en su formación también participan barrancos y ramblas como la del Poyo. La llanura aluvial del río Turia en el margen derecho, empieza a la altura del comienzo del nuevo cauce del río, con el glacis denominado Llano de Cuart, el cual es la frontera entre las formaciones montañosas que bordean la llanura y la propia llanura aluvial. De este modo el Llano de Cuart tiene una clara orientación oeste-este, es decir, desde el interior hacia el mar.
El Llano de Cuart, está formado principalmente por materiales fluviales, entre los que destacan las costras calcáreas y las arcillas rojas. Dentro del propio Llano de Cuart, se encuentran dos formaciones menores, de un lado el glacis de Aldaya-Torrente, el cual está situado entre el cauce de la rambla del Poyo y el del río Turia, y de otro lado el glacis de la rambla del Poyo, el cual está, según Pilar Carmona (1986), en el extremo sudoccidental del Llano de Cuart.

#### Llanura aluvial
En el margen derecho del río Turia, la llanura aluvial comienza después del Llano de Cuart, esta se caracterizaba por tener una pendiente relativamente fuerte, la cual permitía que el caudal tuviera la suficiente fuerza para llegar a la desembocadura. Esta llanura, con el paso del tiempo, se ha ido formando a raíz de los distintos desbordamientos del río Turia y en menor medida de la rambla del Poyo.

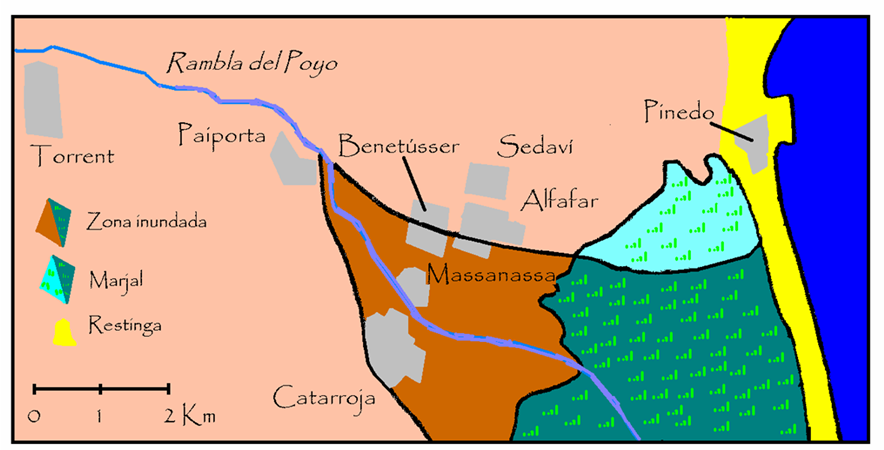
Llanura aluvial de la rambla del Poyo

La llanura aluvial, en un comienzo tenía una fisonomía lisa, caracterizada por el predominio de cauces de tipo braided (trenzado), los cuales irían encajados hasta llegar al Llano de Cuart. Pero todo esto ha cambiado a lo largo de la historia, gracias a los periódicos desbordamientos de los cauces de barrancos y ríos, los cuales se han encargado de rellenar la llanura aluvial de cantos y arcillas rojas, ya que en algunos temporales de fuertes precipitaciones y desbordamientos, los barrancos de la zona (Carraixet y Poyo), han llegado a aportar agua y sedimentos a la llanura aluvial del Turia. Por ejemplo en la riada de 1957, la rambla del Poyo se desbordó a la salida de Paiporta inundando de este modo los cascos urbanos de Catarroja y de Massanassa, y los términos que lindan con estos, como son los de Benetúser y el actual barrio de L’Orba de Alfafar, por el norte, y Albal, por el sur, significando este desbordamiento una fuerte aportación de sedimentos a la llanura aluvial.

### Hidrografía
El reducido tamaño del término municipal unido a la orografía fundamentalmente plana, hacen que Benetúser no cuente con ningún cauce fluvial en su territorio, aunque a pocos kilómetros discurren los cauces del río Turia y de la rambla del Poyo, gracias a lo cual su término municipal es regado por los diferentes brazos de la acequia de Favara que, atravesando por debajo el núcleo urbano (actualmente edificado por completo), abocan el agua en la Albufera de Valencia.

### Clima
Su clima es mediterráneo, se caracteriza por sus inviernos húmedos y templados; y los veranos secos y calurosos. Aunque la principal característica de este clima es la presencia de un periodo de uno o varios meses de sequía, seguido de otro periodo de lluvias torrenciales y una amplitud de más de 15 °C, mayores al clima subtropical típico. Su temperatura media es de 17,8 °C. Como muestra la gráfica sus valores medios oscilan entre los 11,5 °C de enero y los 25,5 °C de agosto. Mientras que las precipitaciones son de 454 mm al año, siendo por lo general de gran intensidad y concentradas en otoño, mediante el fenómeno conocido como la gota fría. 
Observatorio de la Ciudad de Valencia

 Altitud (m): 11; Latitud: 39 28 48; Longitud: 0 22 52;
Fuente: Agencia Estatal de Meteorología

## Demografía
Benetúser cuenta con una población de 16 322 habitantes (INE 2024).
| Gráfica de evolución demográfica de Benetúser entre 1842 y 2021                                                     |
| |
| Población de derecho según los censos de población del INE Población de hecho según los censos de población del INE |

Benetúser a comienzos del siglo XX era un municipio totalmente rural de las cercanías de Valencia, el cual no llegaba al millar de habitantes, los cuales residían fundamentalmente en torno a las plazas de la Iglesia y del Horno. Todo Esto cambió en las décadas de 1960 y de 1970, momento en el que se desarrolló la industria del mueble en la comarca, y en especial en Benetúser, ya que este municipio representaba en estos momentos más de un tercio del empleo industrial de la comarca.
Gracias al desarrollo industrial de Benetúser llegaron al municipio gran cantidad de inmigrantes, llegados fundamentalmente del interior y sur peninsular (Castilla-La Mancha, Extremadura y Andalucía), los cuales se dirigieron a este municipio en busca de empleo. Debido a la llegada masiva de inmigrantes, se construyó un nuevo barrio en el municipio, Los Grupos, el cual estaba ligado a las viviendas económicas del régimen franquista, las cuales se caracterizaban por las malas calidades de los materiales utilizados en su construcción y su falta de diseño.
De este modo con el aumento de la población del municipio a finales del siglo XX se provocó la salida de las industrias del municipio, debido fundamentalmente al reducido tamaño del mismo. Así desde la década de los 90 la población de Benetúser está estancada en torno a los 14 000 habitantes, los cuales trabajan mayoritariamente en los municipios cercanos (Catarroja, Alfafar, Valencia...), convirtiendo de este modo al municipio en una ciudad dormitorio.
Hay que destacar que con una población en torno a los 14 000 habitantes, y un término municipal de escasos 0,76 km², Benetúser presenta una densidad demográfica de 19 505,26 habitantes por km². Esto hace que sea la tercera ciudad española por densidad de habitantes, estando solo por detrás de Mislata (Valencia) y Hospitalet de Llobregat (Barcelona).

### Estructura urbana
Benetúser tiene un claro plano en cuadrícula o en damero, el cual se desarrolló desde el núcleo originario, en torno a la actual plaza de la Iglesia y de la plaza del Horno, lugares donde se han encontrado restos arqueológicos en las últimas décadas. Otro foco de crecimiento del municipio fue el Camino Real, actualmente denominado Camino Nuevo, el cual atraviesa en dirección norte-sur la zona más oriental del término municipal, e hizo que el plano de Benetúser se desarrollara a comienzos del siglo XX en torno a él de modo lineal.
Por el éxodo rural ocurrido en el conjunto del Estado durante el siglo XX, Benetúser llegó a triplicar su población, por lo que a lo largo de los años fue necesitando cada vez más viviendas, y así se fueron construyendo nuevos edificios en las zonas de huerta del término municipal, hasta que a finales de siglo la totalidad del término municipal estuvo edificado, formando una conurbación con las localidades vecinas.
Debido a esto, en la actualidad la principal tipología de viviendas son los edificios de apartamentos, aunque en torno a la calle Mayor y algunas cercanas (Francisco Almarche, Miguel Hernández, Ntra. Sñra. Socorro, marqués del Turia, etc) aún predominan las casas unifamiliares, las tradicionales casas de pueblo.

#### Barrios
Los barrios en los que se divide el municipio son:
- El Rajolar, situado al norte del municipio. Este barrio debe su nombre a la antigua fábrica de ladrillos (rajoles en valenciano) de Bautista Company Tarazona y que ocupaba lo que hoy es este barrio. Sus herederos, en 1968, cerraron dicha fábrica y en sus terrenos se construyeron bloques de viviendas de protección oficial (VPO).

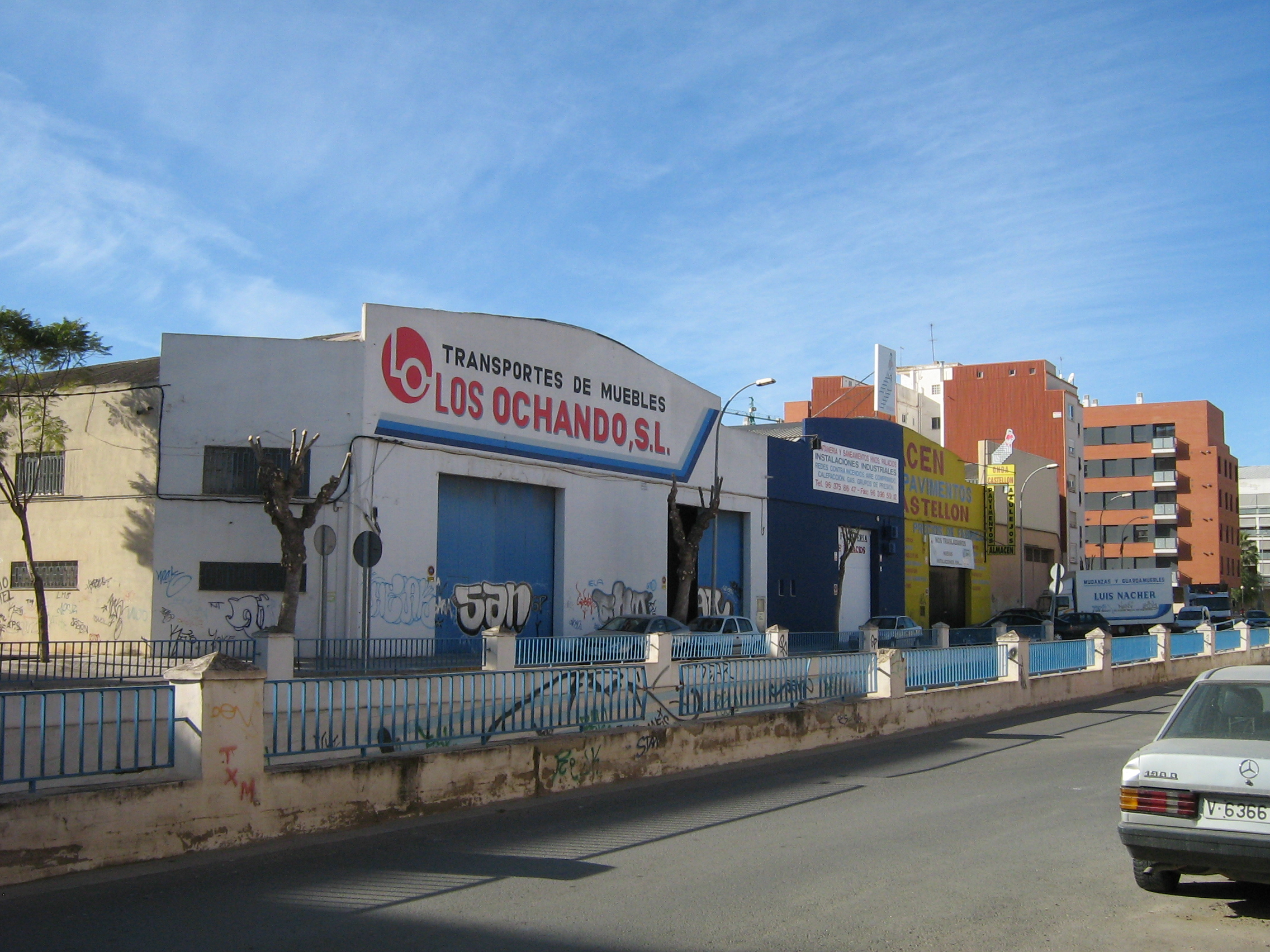
Polígono industrial de Benetúser

- Barrio de la Estación, situado en la zona oriental del municipio, entre la avenida del Camino Nuevo y la vía del ferrocarril.
- Grupo Nuestra Señora del Socorro, conocido popularmente como Los Grupos, situado en la zona occidental del municipio. Ocupa lo que fue el huerto de la casa señorial o castell de los señores de Benetúser, entre las calles Mariano Benlliure o de les Barraques, el camino Viejo de Picasent (vereda del Cementerio de Valencia), la avenida de Paiporta y la plaza de la Iglesia. El barrio se construyó a finales de la década de los cincuenta del siglo XX, tras la riada de octubre de 1957.
- El ensanche de San Sebastián, situado al sur del término municipal en torno a la plaza homónima.
- Pese al reducido tamaño del término municipal, Benetúser también cuenta con un polígono industrial, el cual se encuentra en la zona sureste de la localidad, entre la avenida de Alfafar, la calle Pintor Sorolla y las vías del ferrocarril. Desde comienzos de los años 2010 se ha recalificado el suelo a residencial, dejando de ser industrial, aunque todavía están en pie y en activo la gran mayoría de naves industriales.

## Economía

### Estructura productiva

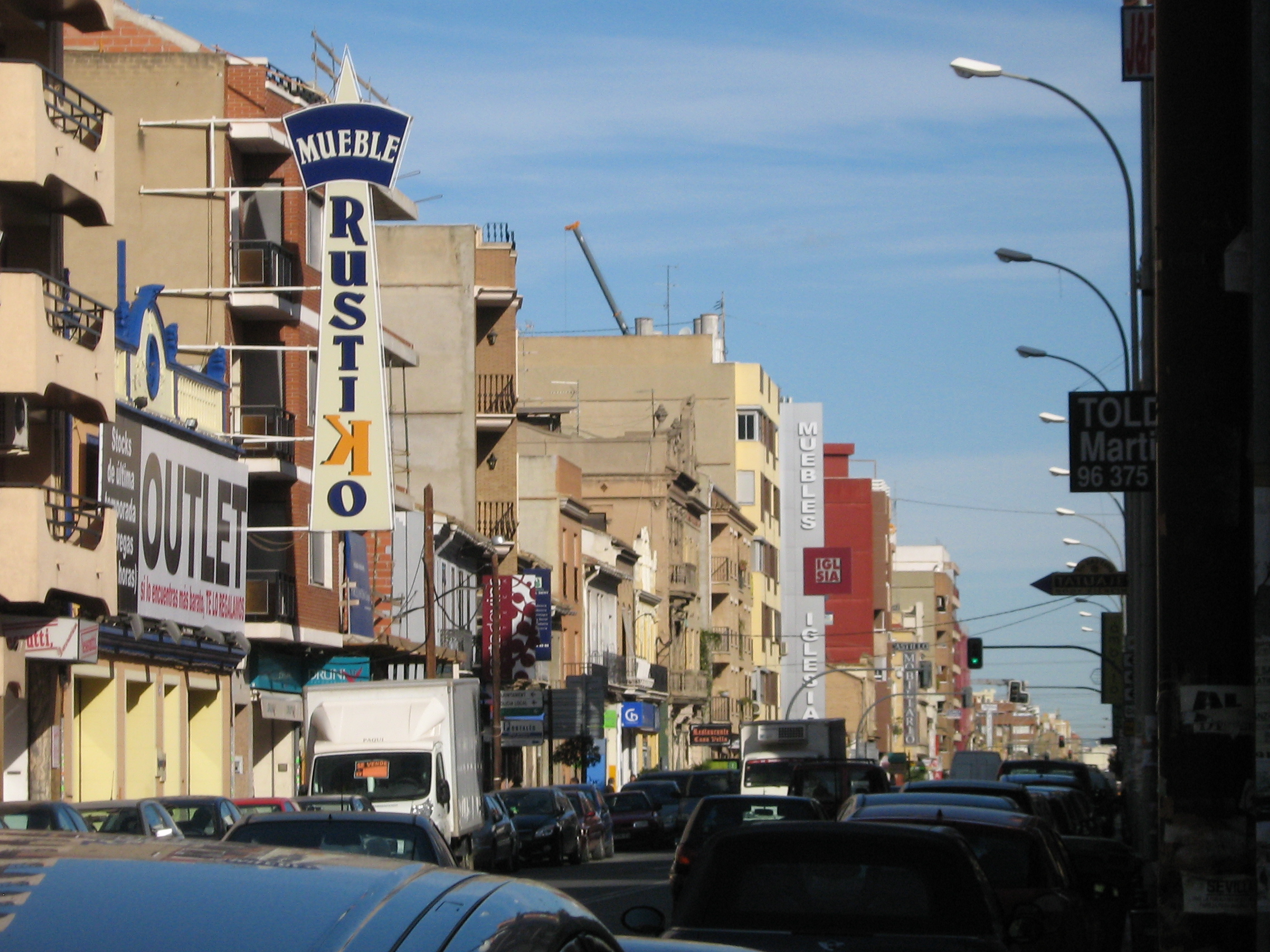
Avenida del Camino Nuevo, eje comercial de la localidad

La extensión de su término municipal (uno de los más pequeños de la comarca) ha sido uno de los motivos principales que han configurado la economía del municipio, porque los agricultores han tenido que buscar tierras de cultivo en los municipios vecinos y, más recientemente, la falta de suelo cultivable además de sus buenas comunicaciones (el primer ferrocarril llegó en 1852) ha conducido a su economía a una intensa industrialización.
La industria ha sido el sector económico más importante y factor clave para el aumento de la población basado en la inmigración de mano de obra. El sector industrial de Benetúser y de sus alrededores, tradicionalmente, estaba especializado en la industria mueble (el triángulo del mueble, formado por Alfafar, Benetúser y Sedaví), aunque además del mueble, en Benetúser, también destacaban los talleres agroalimentarios, las destilerías, las fábricas de peines, etc. La producción se realizaba en pequeños talleres de origen artesanal y familiar, ampliados a empresas medianas en los últimos años.
A finales del siglo XX, el sector del mueble seguía siendo una actividad importante para la ciudad, aunque los centros de producción se habían ido desplazando hacia los polígonos industriales de otras poblaciones, debido al reducido tamaño del municipio, quedando en este únicamente las exposiciones y tiendas de estos productos. De este modo, se pusieron en marcha varias iniciativas para fomentar el consumo del mueble de Benetúser, como la avenida del Mueble y el ya comentado Triángulo del Mueble, en este caso junto con Alfafar y Sedaví. Pese a las iniciativas dinamizadoras, la expansión de la zona comercial de Alfafar y la grave crisis que está sufriendo el conjunto de España desde el año 2008 ha hecho que la gran mayoría de tiendas del sector del mueble hayan cerrado sus puertas en la localidad, lo cual hace que este sea un sector en decadencia.

### Mercado laboral
En el año 2012 el 67,2 % de la población activa del municipio de Benetúser estaba ocupada en el sector servicios, debido a que una de las actividades destacadas del municipio y de los pueblos limítrofes se basa en los comercios, en muchos casos del mueble, aunque predominan los pequeños y medianos comercios (PYMES), mientras que el 16,3 % se dedicaba a la construcción, el 13,1 % a la industria y el 3,5 % restante a la agricultura. Lo cual supone que la estructura económica de Benetúser ha variado en las últimas décadas, pasando de ser un pueblo industrial a ser un pueblo que vive del sector servicios fundamentalmente.
Desde el comienzo de la crisis en Benetúser ha ascendido el número de desempleados, pasando de 1541 en el año 2009 a 2059 en el 2013, de los cuales el 60,85 % son del sector servicios, el 20,74 % de la industria, el 12 % de la construcción, el 1,55 % de la agricultura y el 4,86 % restante del grupo sin un empleo anterior.

## Comunicaciones

### Por carretera
Benetúser tiene una buena conexión con la red de carreteras principales, tanto comarcales, como regionales, nacionales e internacionales, pese a que no pasan por su término municipal ninguna de ellas, debido fundamentalmente a su cercanía a la capital valenciana:
- Benetúser está atravesado, de norte a sur, por la antigua N-340 o Antiguo Camino Real de Madrid-Valencia, actualmente avenida del Camino Nuevo (CV-4002), la cual conecta a Benetúser con los pueblos vecinos de la Huerta Sur y con la ciudad de Valencia.
- Por su zona oeste, aunque en el término municipal de Paiporta, transcurre la Avenida Sur (CV-400), denominada popularmente como la ruta del colesterol, la cual es una modernización del antiguo Camino de Picasent, el cual une los principales municipios de la Huerta Sur.
- La avenida de Paiporta (CV-4061), la cual conecta a Benetúser con el municipio vecino de Paiporta, también atraviesa todo el casco urbano en sentido este a oeste.
- Pese a no pasar por su término municipal, Benetúser también está conectado con dos autovías urbanas, la V-30 y la V-31, las cuales conectan al municipio con las redes nacionales e internacionales de autovías (con la A-7/E-15 y la A-3/E-901).

### En tren

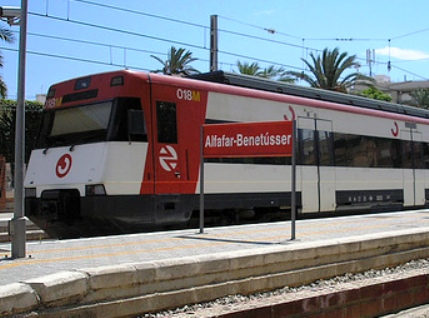
Estación de cercanías

Benetúser cuenta con el servicio de Cercanías Valencia de Renfe, puesto que comparte con Alfafar una estación de ferrocarril. Las líneas de cercanías que dan servicio a la localidad son la C1, Valencia-Gandía, y la C2, Valencia-Játiva.

### En autobús
Las siguientes líneas de MetroBus Valencia prestan servicio al municipio.
| Línea | Recorrido                              | Operador        |
| ----- | -------------------------------------- | --------------- |
| 180   | Valencia - Albal                       | Autocares Herca |
| 181   | Valencia - Picasent                    | Autocares Herca |
| 182   | Valencia - Beniparrell - Silla         | Autocares Herca |
| 182N  | Nocturno Valencia - Picasent           | Autocares Herca |
| 185   | Picasent - Playa El Saler              | Autocares Herca |
| 186A  | Paiporta - Albal - Torrente - Paiporta | Autocares Herca |
| 186B  | Albal - Paiporta - Torrente - Albal    | Autocares Herca |

## Administración y política
El gobierno del ayuntamiento de Benetúser se escoge por sufragio universal en elecciones celebradas cada cuatro años. El sistema D'Hondt es el método electoral que se utiliza en España, para repartir los concejales de los ayuntamientos, de modo aproximadamente proporcional a los votos obtenidos por las candidaturas.
En las últimas elecciones municipales el PSPV-PSOE obtuvo 8 concejales; el PP 5; Compromís 2; EUPV 1 y Ciudadanos 1.
|  | 37.69 % |

|  | 27.18 % |

|  | 13.67 % |

|  | 9.08 % |

|  | 8.43 % |

### Alcaldía
Desde la recuperación de la democracia en España, se han celebrado diez elecciones municipales, y tan solo han gobernado la ciudad dos partidos políticos, el PSOE y el PP. Desde las primeras elecciones municipales, celebradas en el año 1979, hasta el año 2011 gobernó la ciudad el PSOE, mientras que en la novena legislatura gobernó el PP. Tras las elecciones del 2015, volvió al gobierno de la ciudad el PSOE, aunque formó gobierno con Esquerra Unida y Compromís.
| Periodo   | Nombre                                                                  | Partido   |
| --------- | ----------------------------------------------------------------------- | --------- |
| 1979-1983 | José Sanchis Micó                                                       | PSPV-PSOE |
| 1983-1987 | José Sanchis Micó                                                       | PSPV-PSOE |
| 1987-1991 | José Sanchis Micó                                                       | PSPV-PSOE |
| 1991-1995 | José Enrique Aguar                                                      | PSPV-PSOE |
| 1995-1999 | José Enrique Aguar Vila                                                 | PSPV-PSOE |
| 1999-2003 | José Enrique Aguar Vila                                                 | PSPV-PSOE |
| 2003-2007 | José Enrique Aguar Vila (2003-2006) Eva Ángela Sanz Portero (2006-2007) | PSPV-PSOE |
| 2007-2011 | Eva Ángela Sanz Portero                                                 | PSPV-PSOE |
| 2011-2015 | Laura Chulià Serra                                                      | PP        |
| 2015-2019 | Eva Ángela Sanz Portero                                                 | PSPV-PSOE |
| 2019-2023 | Eva Ángela Sanz Portero                                                 | PSPV-PSOE |
| 2023-act. | Eva Ángela Sanz Portero                                                 | PSPV-PSOE |

### Equipo de gobierno
- Eva Sanz Portero (PSPV-PSOE): alcaldesa-presidenta, concejala de Personal, Desarrollo Local y Urbanismo.
- Mª Dolores Ceacero Bautista (PSPV-PSOE): concejala de Fiestas, Servicios Municipales y Aguas.
- Ana Martín Valero (PSPV-PSOE): concejala de Educación e Igualdad.
- María Dolores Tarín Belda (PSPV-PSOE): concejala de Seguridad Ciudadana (Policía y Protección Civil), Medio Ambiente y Cementerio.
- Rafael Del Río Briceño (PSPV-PSOE): concejal de Deportes, Modernización, Transparencia, Prensa y Comunicación.
- Remedios Navarro Alapont (Compromís): concejala de Hacienda.
- Ricardo Sánchez Felipe (Compromís): concejal de Cultura y Patrimonio.
- Cristian Munera Almenar (EUPV): concejal de Juventud, Biblioteca y Participación Ciudadana.
- Francisca Lon Mateu (EUPV): concejala de Bienestar Social y Tercera Edad.

## Servicios

### Educación

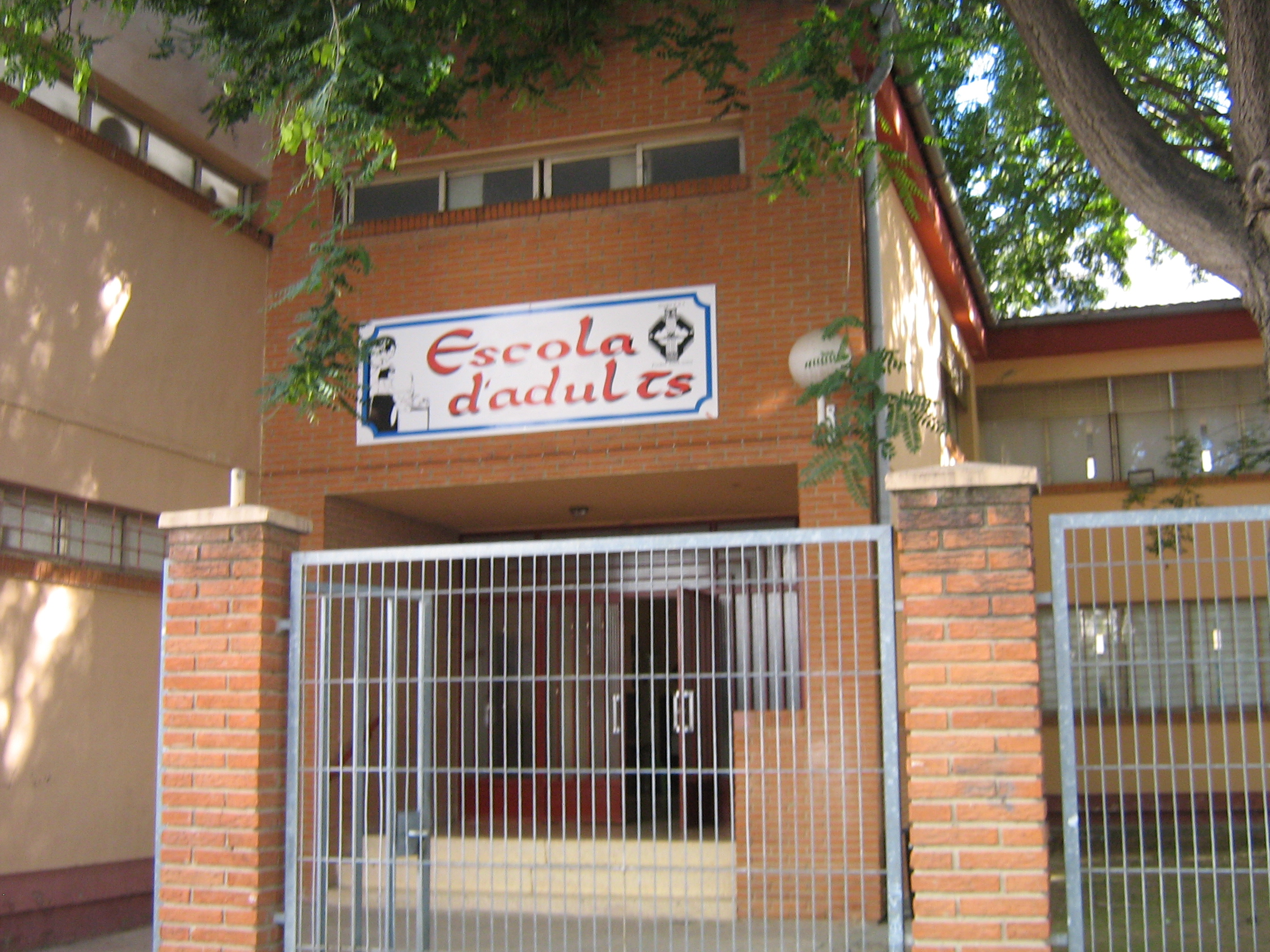
EPA de Benetúser

La enseñanza básica es obligatoria y gratuita, comprendiendo como enseñanza básica a la educación primaria y la educación secundaria obligatoria. Esta enseñanza incluye diez años de escolaridad y se extiende desde los seis hasta los dieciséis años, aunque los alumnos tienen derecho a permanecer cursando estas enseñanzas hasta los dieciocho años. En Benetúser hay tres colegios públicos, un instituto de educación secundaria (IES) y un colegio privado-concertado:
- CEIP Cristóbal Colón.[35]
- CEIP Blasco Ibáñez.[36]
- CEIP Vicent Ricart Bonillo.[37]
- IES María Carbonell Sánchez.[38]
- Colegio concertado Nuestra Señora del Socorro.[39]

Junto a esto Benetúser cuenta con una Escuela de Personas Adultas (EPA), ya que según la normativa vigente las personas adultas se pueden incorporar a la Formación Básica de Personas Adultas a partir del año natural que se cumplen dieciocho años de edad. Actualmente en la EPA de Benetúser se imparten cursos de alfabetitzación, de neolectores, de educación de base, de valenciano oral, elemental y medio, de castellano para inmigrantes y talleres de dibujo y pintura, entre otros muchos.

### Sanidad y asistencia social

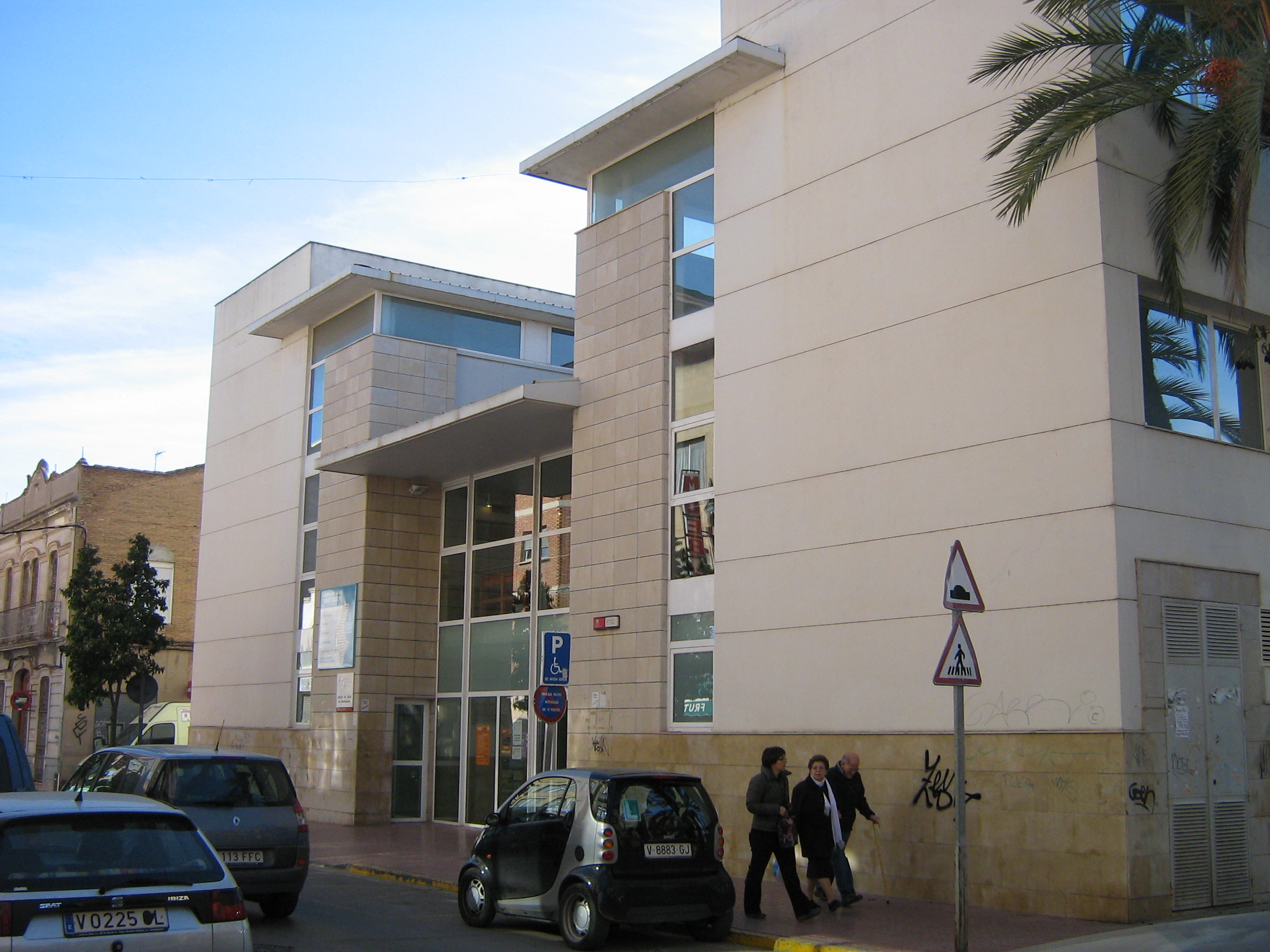
Centro de salud de Benetúser

Sanidad es una competencia autonómica, por lo que su gestión depende de la Consejería de Sanidad de la Generalidad Valenciana. El territorio valenciano se ordena en departamentos de salud, los cuales a su vez se dividen en zonas básicas, estando el centro de salud de Benetúser adscrito al Departamento de Salud n.º 10, Valencia-Dr. Peset, y a su vez en la zona básica 4. Puesto que Benetúser pertenece al departamento Valencia-Dr. Peset, su hospital de referencia es el Doctor Peset de Valencia, mientras que el centro donde atienden las urgencias ambulatorias de los vecinos de la localidad es el centro de salud de Alfafar. Además de esto, la ciudad cuenta con cinco farmacias, las cuales dan el servicio de guardia conjuntamente con el resto de farmacias de la comarca.
La localidad cuenta con una de las pocas residencias públicas gestionadas por la Consejería de Bienestar Social de la Generalidad Valenciana, la cual lleva cerrada más de cinco años, aunque se ha anunciado que se espera que abra de nuevo las puertas a mediados del año 2015, pero no se sabe si seguirá siendo de gestión pública.

### Seguridad ciudadana
La policía local de Benetúser es un instituto armado de naturaleza civil con estructura y organización jerarquizada bajo la superior autoridad y dependencia directa del alcalde, correspondiendo el mando inmediato y operativo al jefe del cuerpo, cuyo nombramiento recaerá en un funcionario de la mayor categoría profesional existente. El cuerpo de policía local solo puede actuar en el ámbito territorial de Benetúser, salvo en situaciones de emergencia y previo requerimiento de las autoridades competentes.
El servicio de Bomberos lo realiza el Consorcio Provincial de Bomberos de Valencia, un organismo público dependiente de la Diputación de Valencia cuya misión es, desde su constitución el 31 de octubre de 1986, la prevención y extinción de incendios así como las tareas de salvamento en la provincia de Valencia. Como la ciudad no cuenta con un parque de bomberos propio, el servicio lo realizan desde los parques de Catarroja, Silla o Torrente.

### Deporte
Junto a los equipamientos culturales el municipio cuenta con varias instalaciones deportivas, entre las que destaca el polideportivo público, el cual tiene entre sus equipamientos un campo de fútbol de césped artificial, un frontón, una cancha de baloncesto, una pista de tenis y un pabellón cubierto. A mediados del 2009 se inauguró una piscina cubierta, una piscina de verano y un gimnasio sobre suelo público pero de gestión privada, aunque todas estas instalaciones permanecen cerradas tras varios problemas entre la empresa concesionaria y el Ayuntamiento, ya que la gestora de las instalaciones incumplió el contrato firmado con el Ayuntamiento. Pese a todo, a mediados de octubre de 2014 el pleno del Ayuntamiento aprobó el rescindir el contrato con la adjudicataria, pudiendo recuperar para la administración local estas instalaciones.

## Patrimonio

### Monumentos y edificios de interés
- La iglesia parroquial Nuestra Señora del Socorro.[54]

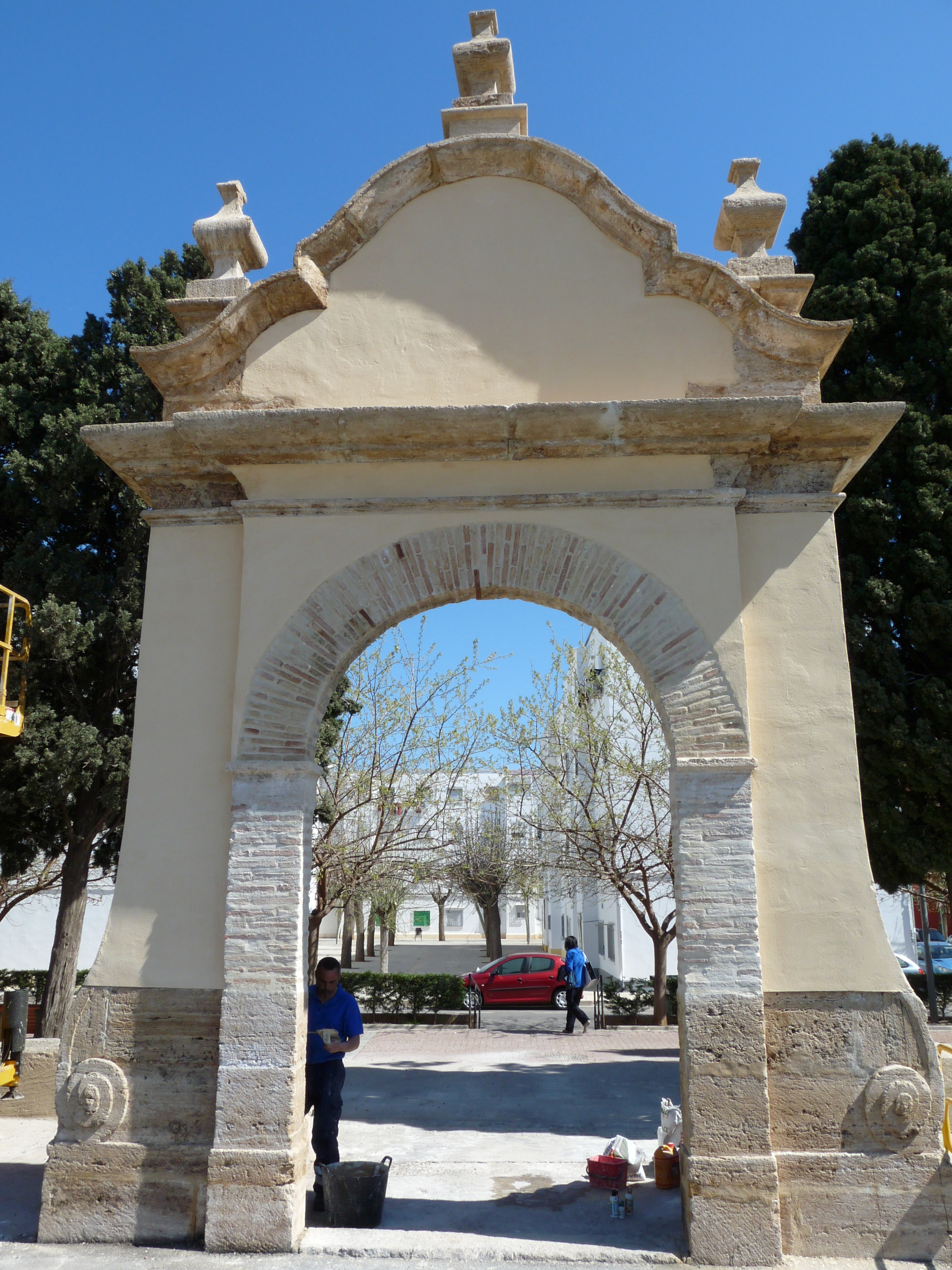
La puerta del Castillo

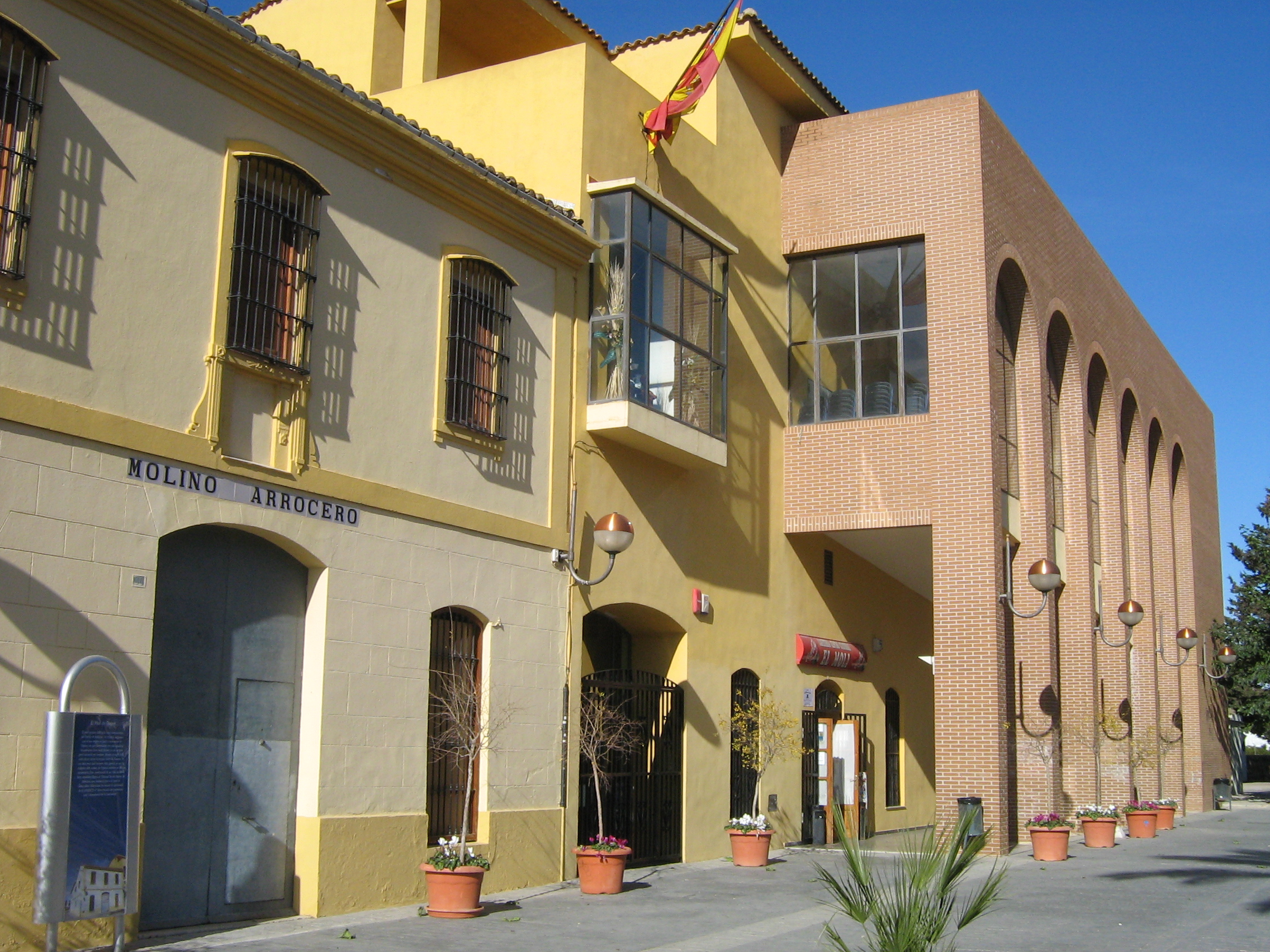
El molino de Favara

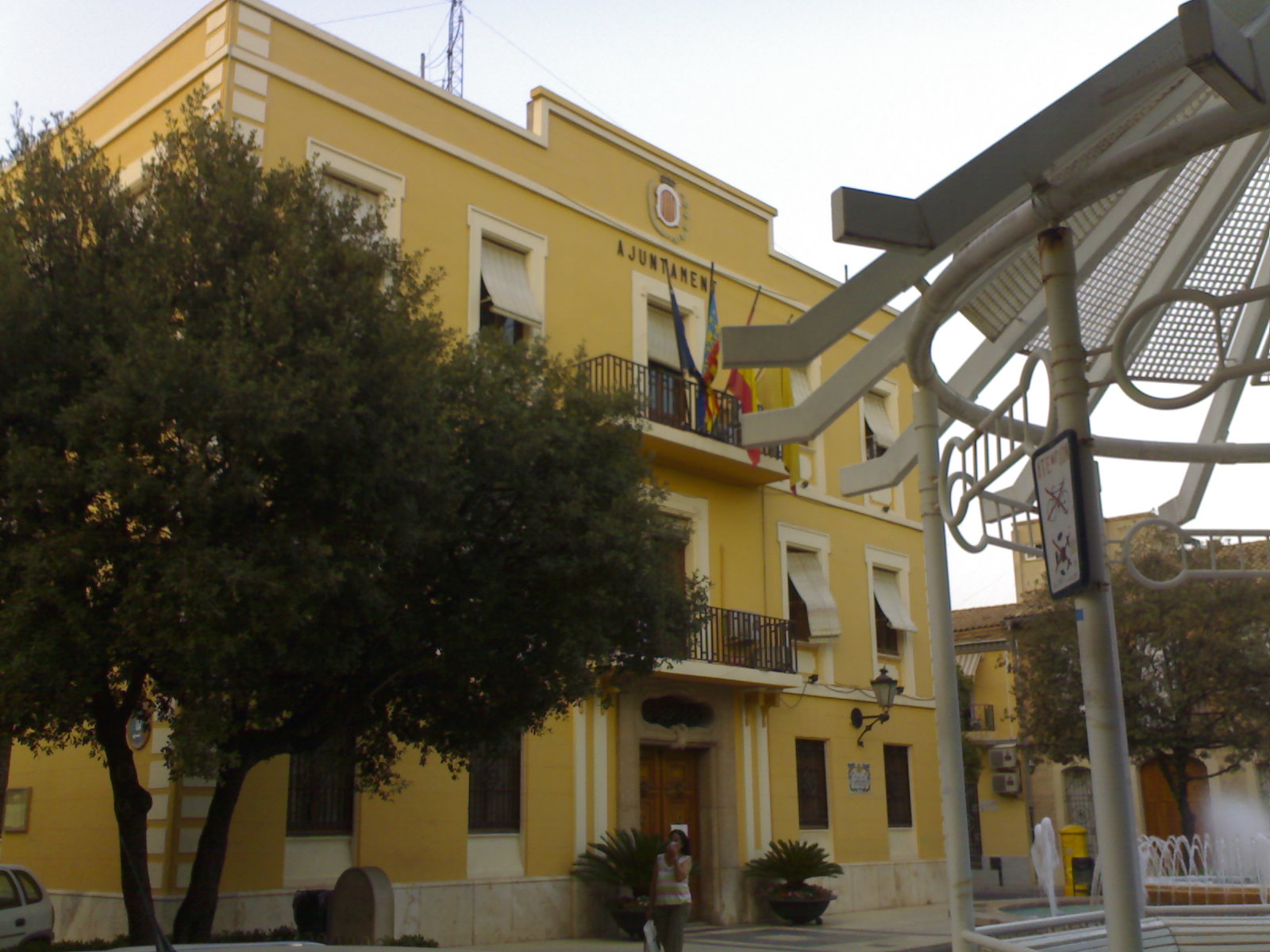
Edificio del Ayuntamiento de Benetúser

"Giner Rabasa de Perellós, primer señor de la dinastía de Perellós, dispuso en su testamento de 1450, que su heredero y sucesor fundase una capilla en el castillo, en honor a Santa María, siendo cumplidas exactamente sus disposiciones. [...] Transcurrido el tiempo, el incremento que fue tomando Benetúser, ya en el siglo XVI, y muy cerca del siglo XVII, obligó a pedir, por deseos del vecindario, preces a Roma, para que se pudiera convertir la capilla en templo y se pudiera construir campanario, obteniendo tales concesiones en 17 de junio de 1574 [...]. La iglesia debió terminarse en el siglo XVII. Su titular sigue siendo Santa María, pero bajo la advocación del Socorro. Toda la iglesia permanece exenta del estilo churrigueresco; el púlpito es de elegante talla y la fachada fue rematada en 1902". En los últimos años, a la fachada se le ha incorporado un pórtico neoclásico, del mismo modo que se ha construido un altar mayor nuevo, también de estilo neoclásico.
- La puerta del castillo o puerta de Favara[11]

La antigua puerta que daba entraba a los jardines del Palacio de Benetúser, fue construida entre los siglos XIV y XV. La puerta, de estilo manierista, está ubicada en el camino del Calvario, y destaca por ser el monumento más antiguo del municipio y uno de los más emblemáticos.
- El Molino de Favara[55][56]

Este molino, harinero en sus orígenes y convertido en arrocero en el siglo XIX, es uno de los pocos que están situados en la acequia madre de Favara, puesto que la mayoría de los existentes se encuentran sobre los brazos secundarios. El molino es de origen medieval, aunque la estructura arquitectónica que presenta hoy en día es el resultado de las innovaciones industriales asociadas a la expansión del cultivo del arroz. Aun así, de todo el conjunto se detecta la existencia de una nave alargada de dos crujías paralelas y separadas por pilares centrales que soportan grandes jácenas de madera sobre las cuales descansan las vigas del primer piso y la cubierta. Esta última es de tejas y de doble vertiente hacia las fachadas laterales, orientadas al norte y sur. En el siglo XX se realizó una remodelación interior de gran envergadura, a la cual se sumó otra a finales de siglo, la cual consistió en la construcción de un auditorio municipal en la antigua zona destinada al almacén y en la rehabilitación del interior del molino para albergar en él el museo arqueológico municipal.
- El Ayuntamiento[11]

El edificio del Ayuntamiento fue inaugurado el 23 de octubre de 1927 por el gobernador civil de Valencia D. José Álvarez Rodríguez, siendo alcalde el doctor José Peris López. Albergaba, además de la casa consistorial, el Juzgado de Paz y en la zona trasera del edificio el grupo escolar Primo de Rivera, con cuatro escuelas y viviendas para los maestros. En la década de los sesenta del pasado siglo XX, ante la necesidad de mayor número de aulas para la población escolar, en lugar de adquirir terrenos para construir un nuevo grupo escolar, los señores munícipes optaron por ampliar en una planta la parte correspondiente a las dependencias municipales, destruyendo así la estructura original del edificio, y habilitar dicho piso para nuevas aulas. El edificio quedó tal y como lo vemos en la actualidad.
- El Molino Arrocero de la Estación[11]

Este complejo industrial se construyó en el año 1921. Tiene un cuerpo monumental, de carácter civil (a modo de vivienda), constituido por el propio molino de tres alturas al que se le adosan dos cuerpos de fachadas simétricas e iguales, conformando un patio con cerramiento a la calle con murete y verja de hierro entre pilares de ladrillo. Estas fachadas simétricas tienen tres vanos con huecos adintelados y moldurados, balcón central (posiblemente añadido en esta última restauración) y como coronamiento antepechos a modo de frisos con detalles neogriegos (palmetas, ovas). De mayor sencillez es el molino propiamente dicho con cubierta a dos aguas. Fábrica de ladrillo y viguería de madera. Ritmo regular en los huecos. Junto a este cuerpo principal el complejo tiene otras naves de almacén y chimenea de base hexagonal. En los últimos decenios del siglo XX este molino fue utilizado como fábrica de turrones y productos de bolleria, pero desde el año 2007 se encuentra abandonado por parte del Ayuntamiento, propietario actual.

#### Campanas
La parroquia de Nuestra Señora del Socorro cuenta con tres campanas:

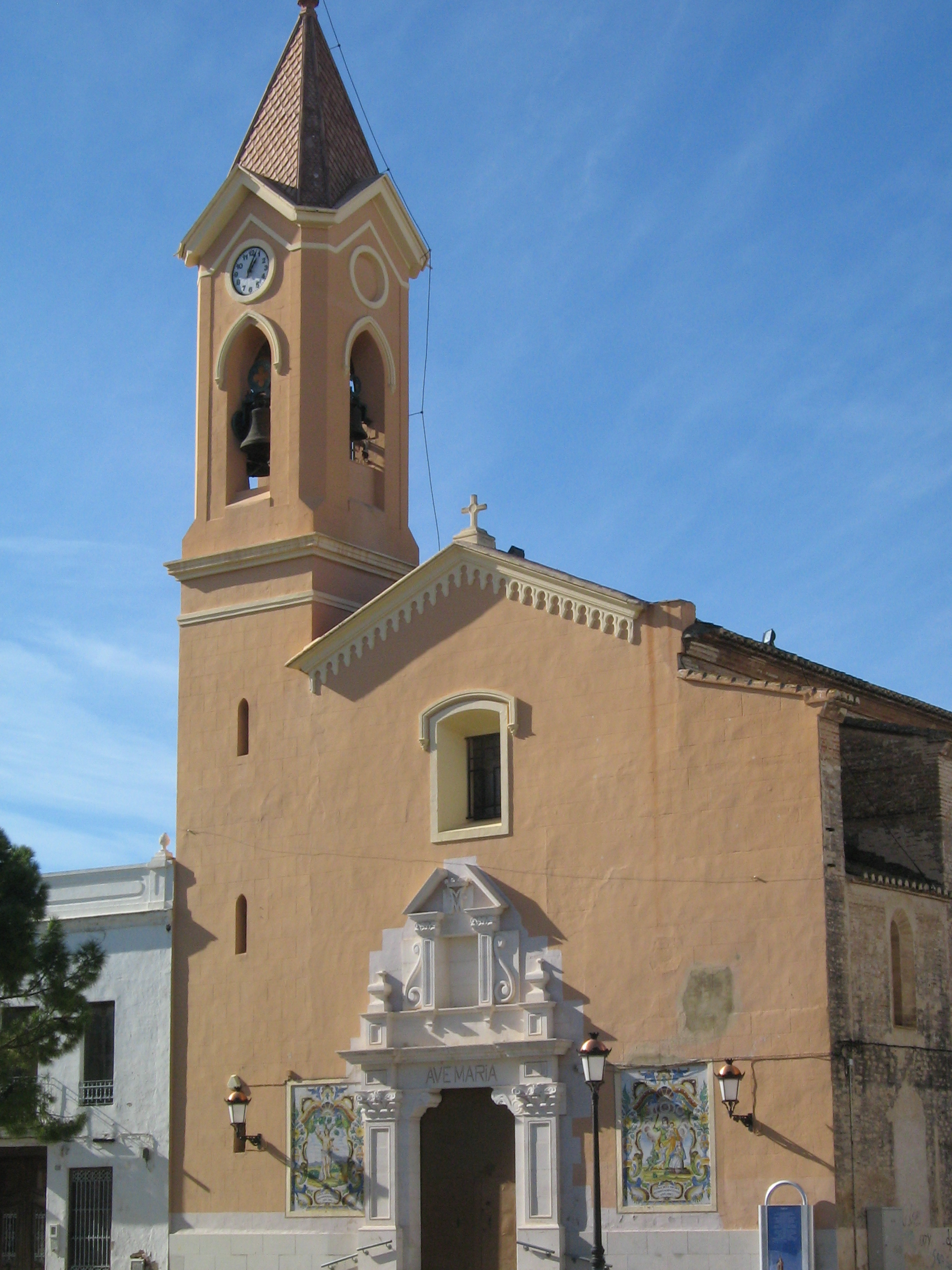
Parroquia de Nuestra Señora del Socorro

- Amparo (en honor a la patrona de Valencia):[60]
  - Fundidor: Roses (Adzaneta de Albaida).
  - Año de fundición: 1962.
  - Diámetro: 71 cm
  - Peso aproximado: 207 kg.
- Socorro (en honor a la patrona del municipio):[61]
  - Fundidor: Roses (Adzaneta de Albaida).
  - Año de fundición: 1962.
  - Diámetro: 91 cm
  - Peso aproximado: 436 kg.
- María del Pilar (en honor a la patrona de España):[62]
  - Fundidor: Roses (Adzaneta de Albaida).
  - Año de fundición: 1962.
  - Diámetro: 1 m.
  - Peso aproximado: 579 kg.

La capilla del instituto de Nuestra Señora del Socorro únicamente cuenta con una campana:
- San Antonio:
  - Año de fundición: 1888.
  - Diámetro: 53 cm
  - Peso aproximado: 86 kg.

### Restos arqueológicos

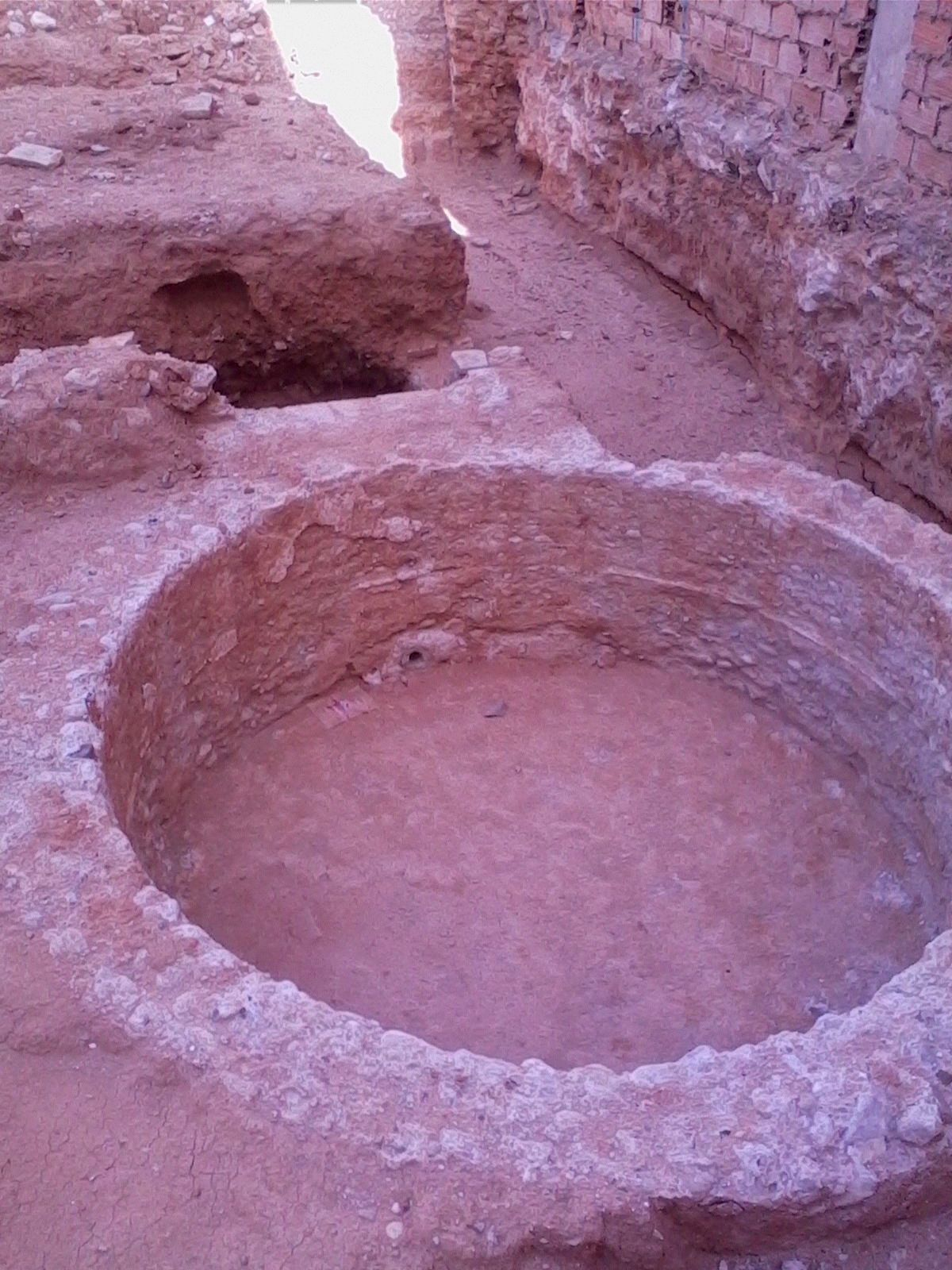
Restos de un taller de vino del

Benetúser cuenta con un museo arqueológico el cual está ubicado en el antiguo molino arrocero de Favara. Este museo alberga, en su exposición permanente denominada "Arrels de Fang", una selección de los materiales aparecidos en intervenciones arqueológicas realizadas en el municipio.
En el año 1987 se llevó a cabo unas excavaciones arqueológicas en la plaza Cardenal Benlloch o de la Iglesia, donde aparecieron restos cerámicos islámicos datados en torno al siglo X-XI. Los conjuntos de los materiales fueron de una gran complejidad y de funciones variables, bien culinarias, loza, candiles, bien de carácter lúdico, dentro del contexto histórico de una casa andalusí. Este conjunto cerámico tuvo gran relevancia tanto por su calidad como por su estado de conservación (70 piezas cerámicas de loza completas). A destacar una serie decorada en verde y manganeso, en la que predominan los temas geométricos vegetales, compuesta por grandes bandejas, pequeñas escudillas y otros recipientes para líquidos. También hay jarras sin decorar, ajenas a la variedad tipológica y estilísticas de las cerámicas de raíz andalusí del siglo XIII.
En excavaciones posteriores, en la calle Salvador Giner y Mariano Benlliure, se localizaron diferentes objetos cerámicos datados entre el siglo XIV-XVII.
Además de los restos arqueológicos que se encontraron en la plaza de la Iglesia, en el año 2014 cuando se derribó una casa en la calle Doctor Perpiñá aparecieron unos restos de un taller de vino de los siglos XVI o XVII, en el cual se hallaron una vasija con forma de sombrero de copa intacta junto a un pequeño lagar, la cual servía para recoger el excedente de mosto al decantar el líquido desde el trullo.

### Rutas históricas

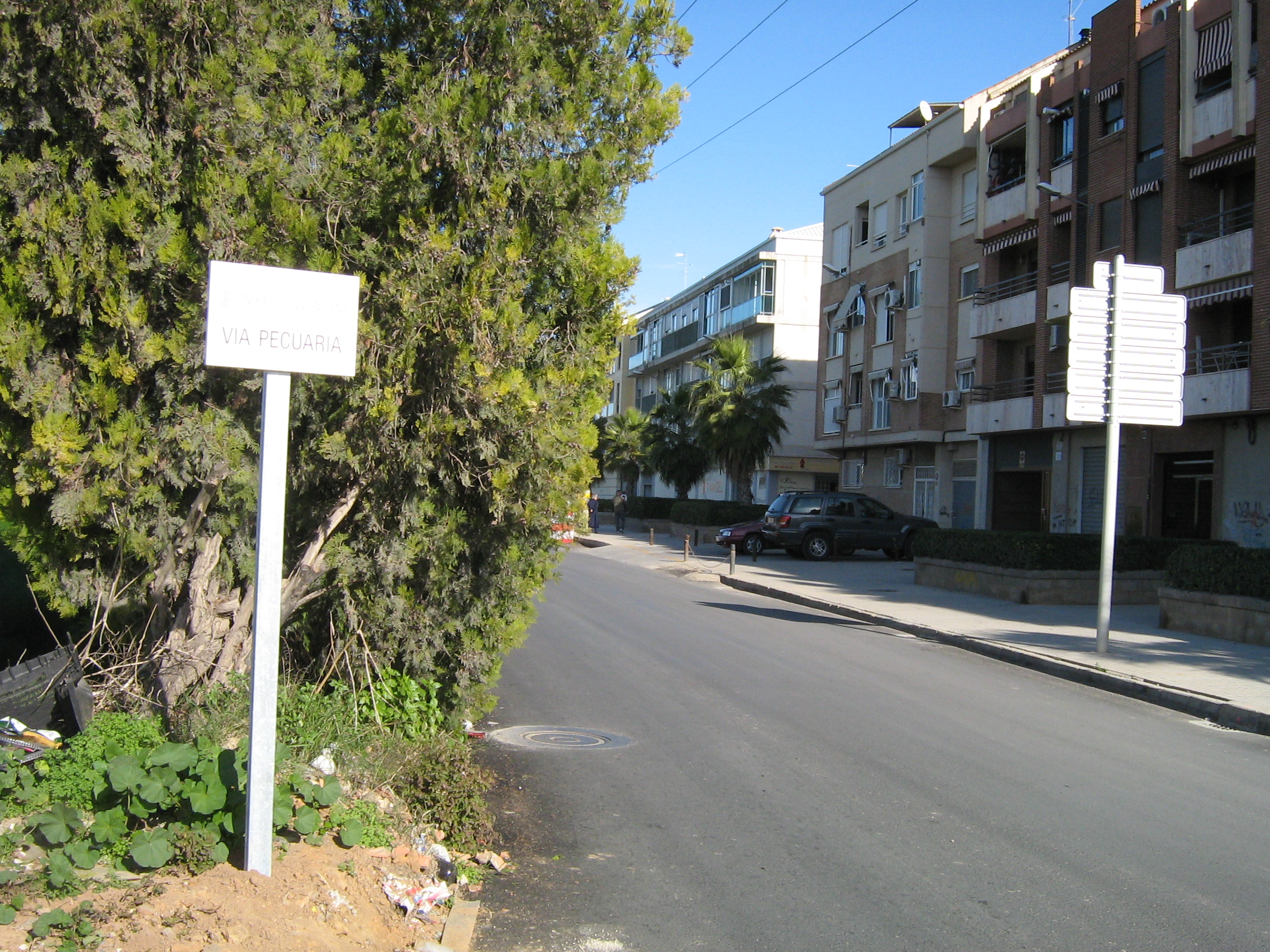
Camino viejo de Picasent

- Las vías pecuarias.[71][72]

Por el término municipal de Benetúser discurren dos tipos de vías pecuarias, una vereda, la del Cementerio de Valencia que coincide con el trazado del camino viejo de Picasent, y por otro lado están las coladas, siendo una la del azagador de Alfafar, que discurre por la avenida de Paiporta y la calle 9 de octubre, y la otra la del azagador de l'Orba, la cual discurre actualmente por la avenida homónima.
- La Vía Augusta.[73]

La Vía Augusta fue la calzada romana más larga de Hispania con una longitud aproximada de 1500 km que discurrían desde los Pirineos hasta Cádiz, bordeando el Mediterráneo. Partía en la actual localidad de La Junquera, siendo una prolongación de la Vía Domitia, que bordeaba la costa del Sur de la Galia hasta Italia. Constituyó el eje principal de la red viaria en la España romana. El emperador Augusto le daría nombre, a raíz de las reparaciones que se llevaron a cabo bajo su mandato, sobre los años 8 y 2 a. C., cuando se convirtió en una importante vía de comunicaciones y comercio entre las ciudades y provincias y los puertos del mar Mediterráneo. Actualmente el Camí Nou, antiguo Camino Real de Madrid a Valencia, sigue el mismo itinerario que la Vía Augusta a su paso por el municipio.
- El Camino de Santiago de Levante.[74]

El Camino de Santiago de Levante es uno de los trazados de mayor longitud existentes en España para conducir a los peregrinos hacia tierras compostelanas. Comienza en la ciudad de Valencia y tiene en la primera etapa (Valencia-Algemesí) una parada en la Parroquia de Nuestra Señora del Socorro.

## Cultura

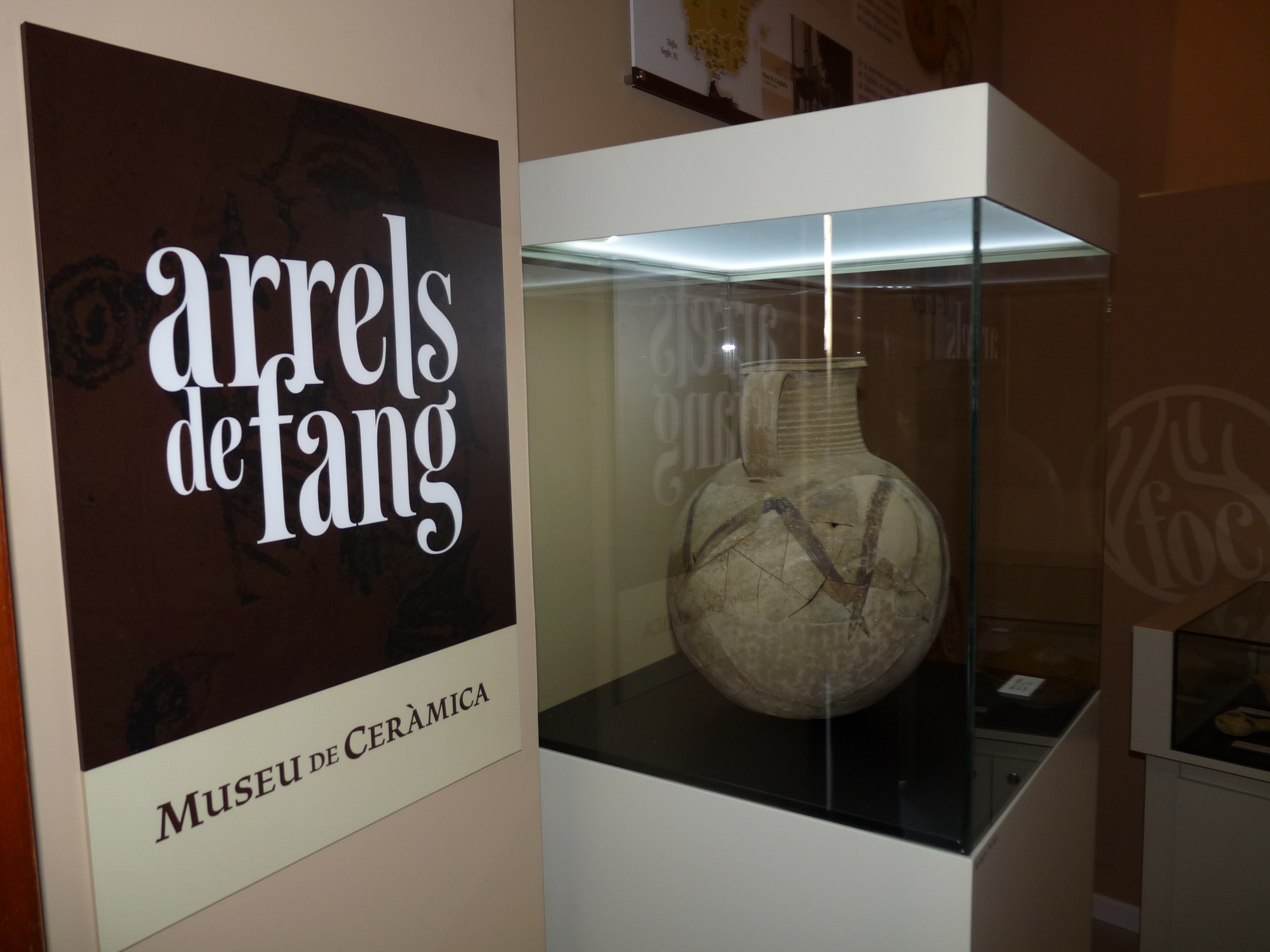
Exposición del museo arqueológico

Benetúser cuenta con varios equipamientos culturales públicos municipales, entre los que se encuentran la biblioteca pública municipal, el centro cultural El Molí, el museo arqueológico y la sala polivalente del chalé de la Chapa. Junto a esto también está a disposición del Ayuntamiento de la localidad las instalaciones del antiguo colegio "Villar Palasí".

### Idioma
En Benetúser, al igual que en el resto de la Comunidad Valenciana existen dos idiomas oficiales: el valenciano y el castellano. Ambas cuentan con una amplia tradición literaria y cultural. En el caso del valenciano que se habla en Benetúser hay que destacar que es el dialecto del valenciano apitxat, mientras que el español que se habla en el municipio es el castellano churro, el cual es la denominación popular de un conjunto de variedades dialectales del español hablado en las comarcas valencianas.
El valenciano apitxat se caracteriza por mostrar un fenómeno fonético muy peculiar: el ensordecimiento de las consonantes sibilantes sonoras. Esto quiere decir que la /z/ sonora de «casa» se pronuncia como en castellano «casa» y la africada palatal /dʒ/ de gent o fetge se articula sorda igual que el fonema /tʃ/ (como la «ch» del castellano): gent > chent, fetge > «feche». Otras características son:

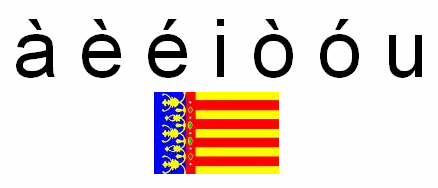
Vocales valencianas

- La /v/ labiodental se suele confundir con /b/ (vi > bi).
- las consonantes finales delante de pausa se geminan y generan un refuerzo vocálico de tipo central: nit > ['nittë], poc > ['pɔkkë], colp ['kɔlppë]. Esta [ë] representa a un sonido central muy breve semejante a la -e final del francés o del portugués peninsular.
- Hay una fuerte tendencia yeísta, igual que en castellano moderno. De este modo el fonema /ʎ/ se vocaliza en una /j/: llop (lobo) > /jop/, vall (valle) > /baj/. A inicio de dicción esta "y" yeísta tiende a sonar igual que el fonema africado /dʒ/ de gent y fetge no siendo extraño que algunos confundan lloc (lugar) y joc (juego). Tanto el yeísmo como la africación de la consonante resultante son claramente de origen castellano y no son fenómenos desconocidos entre los jóvenes hablantes de otros dialectos, especialmente en las variedades urbanas.

### Santos Patrones

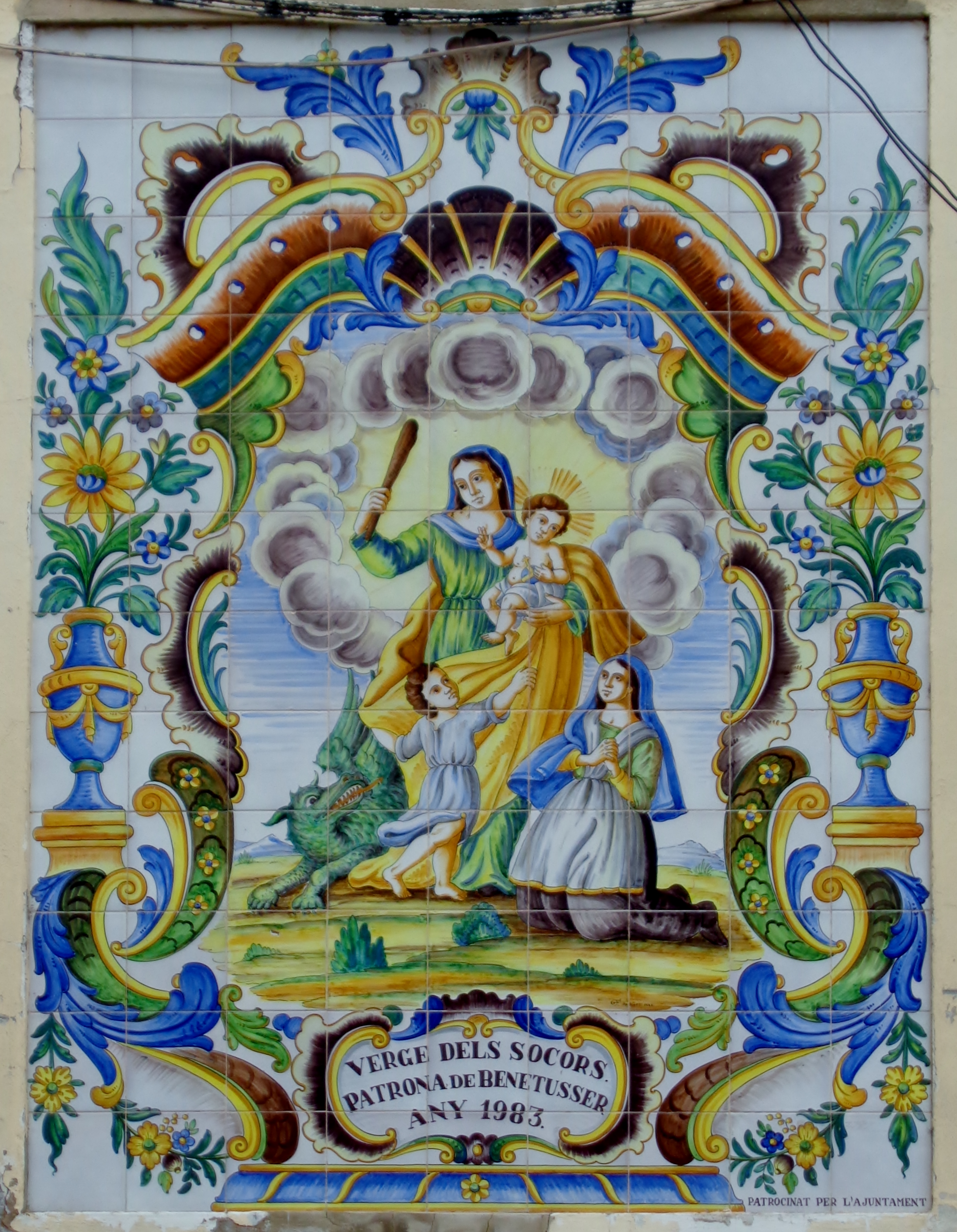
Nuestra Señora del Socorro

- Nuestra Señora del Socorro[4]

Así la figura de la patrona del municipio se centra fundamentalmente en la protección de María sobre un niño que escapa del poder del diablo. Se trata de una derivación de la Virgen de la Misericordia, que enarbola su cetro como arma. Su origen arranca de la literatura mística de los siglos XII y XIII, que propició la confianza en la intercesión de María y sobre todo de las leyendas y milagros populares. En España las Cantigas de Alfonso X el Sabio se hicieron eco de la leyenda del niño que, ante la presencia del demonio, huye a refugiarse junto a la Virgen; no falta, en ocasiones, la madre que implora, como en el caso presente. La imagen moderna que hayamos en el municipio la realizó Carmelo Vicent para sustituir a la antigua de Esteve destruida en 1936, durante la guerra civil española. Fiesta el 23 de septiembre, aunque el municipio realiza su procesión el cuarto domingo del mes.
- San Sebastián.[82]

San Sebastián es un mártir cristiano. Nació en Narbona (Francia) en el año 256. Fue soldado del ejército romano y el emperador Diocleciano llegó a nombrarlo jefe de la primera cohorte de la guardia pretoriana imperial. Al conocerse su credo, que era cristiano, fue condenado a morir asaetado. No murió en la ejecución, por lo que fue nuevamente condenado y muerto a azotes en el año 288. Los cristianos que lo vieron morir tomaron su cuerpo y lo enterraron en la Vía Apia, en una catacumba que lleva el nombre de San Sebastián. Se le invocaba contra la peste. Fiesta el 20 de enero, aunque el municipio celebra las fiestas mayores en su honor la última semana de junio, realizando la procesión del patrón el último domingo de las fiestas.

### Fiestas locales

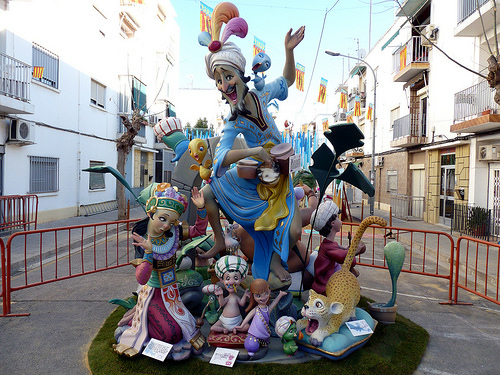
Primer premio infantil del 2014

A lo largo y ancho de la provincia de Valencia, así como también en Benetúser, se celebra del 15 al 19 de marzo las fallas. En Benetúser hay seis comisiones falleras: la falla Joventut, la falla plaza de Lepanto, la falla Literato Azorín - Maestra Rosario Iroil, la falla el rajolar, la falla Doctor Vicente Navarro Soler y la falla barrio de la Estación, las cuales realizan varios actos durante la semana fallera:
- El día 15 la Plantà, acto de erigir los monumentos falleros.
- El día 16 se celebra la entrega de premios en la plaza del Ayuntamiento, donde todas las comisiones falleras esperan el veredicto del jurado.
- El día 18 se realiza la ofrenda floral a la Virgen de los Desamparados, patrona de la Comunidad Valenciana y de las fiestas falleras.
- El día 19 es la Cremà, acto de clausura de las fiestas. Consiste en la quema de los monumentos falleros plantados en las calles del municipio el día 15 de marzo. El acto viene precedido por un castillo de fuegos artificiales, encendido por la fallera mayor de la comisión.
- Toda la semana fallera entre las 8 y las 9 de la mañana se realiza la despertà, donde las comisiones falleras despiertan a los vecinos con petardos. Y a partir de las 14:00 se dispara una mascletà.

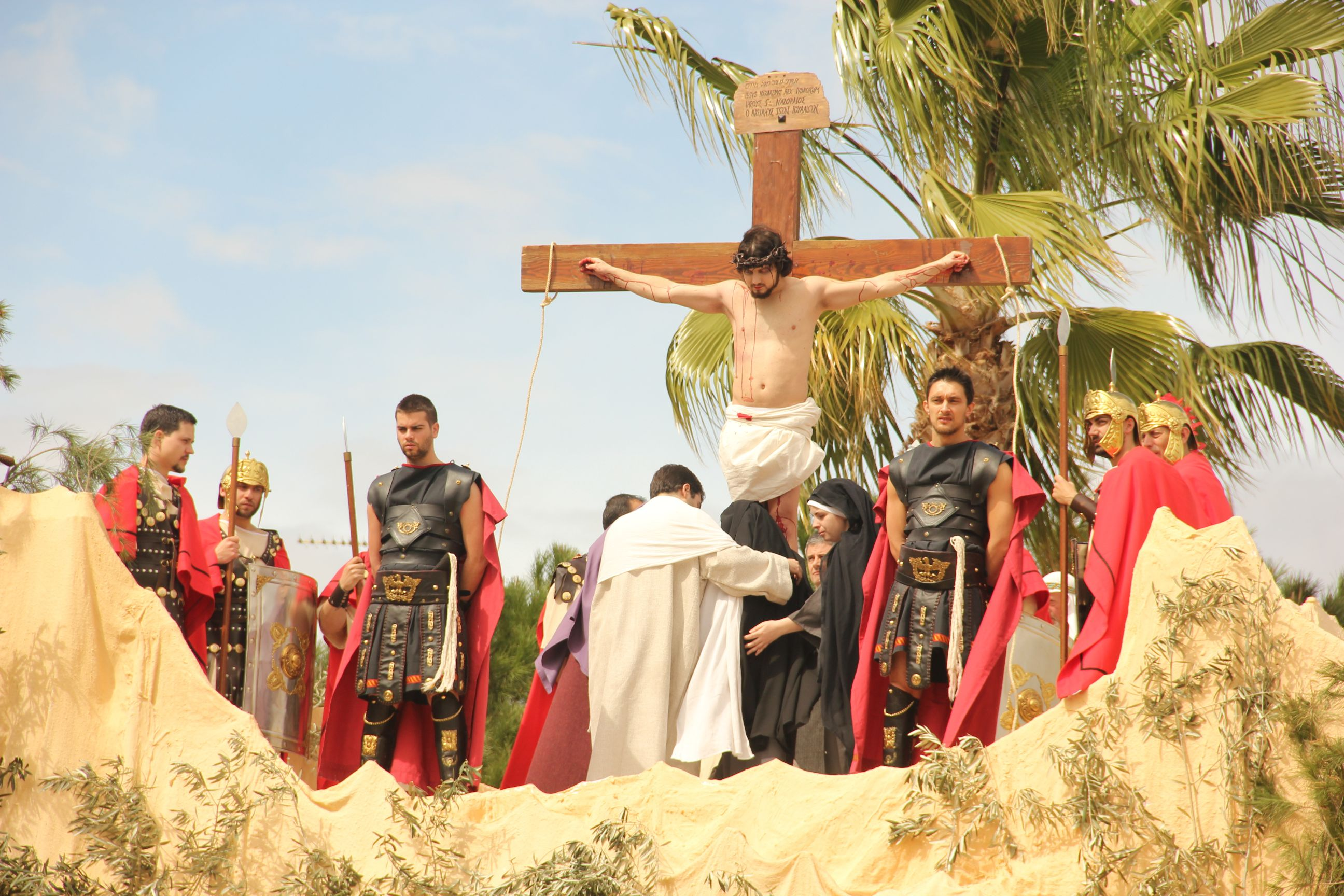
Escena de la crucifixión

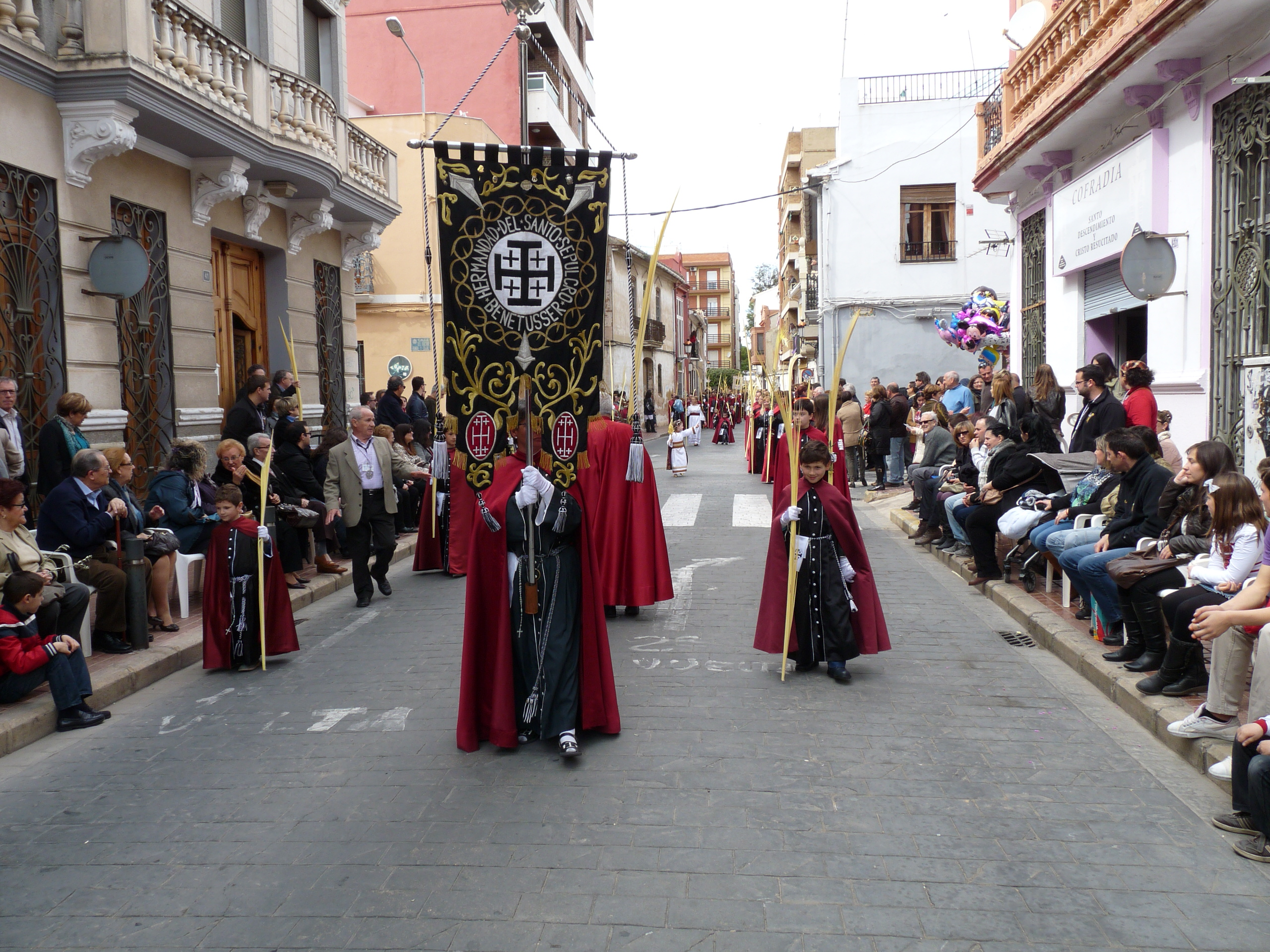
Procesión de Ramos

La Semana Santa de Benetúser fue declarada fiesta de interés turístico provincial por la Agencia Valenciana del Turismo en el año 2010, debido a vistosidad de las procesiones y fundamentalmente a la conseguida ambientación teatral sobre la semana de "pasión" de Cristo, realizada por los actores amateurs de la agrupación "La Pasión".
La Semana Santa de Benetúser comenzó a celebrarse en 1949 como prolongación de los actos religiosos, siguiendo la tradición valenciana de las representaciones vivientes procesionales de la Semana Santa y el Corpus. Actualmente hay 7 hermandades-cofradías, la del Santo Sepulcro, el Santo Descendimiento y Cristo resucitado, la Dolorosa, el Cristo Nazareno, el Santísimo Cristo de la Misericordia, los Granaderos de la Virgen y el Santo Cáliz. Además de las cofradías-hermandades está la agrupación Cultural la Pasión, la cual es la encargada de realizar las escenificaciones a lo largo de la semana.
Los actos que se desarrollan a lo largo de la Semana Santa en Benetúser son:
- El Domingo de Ramos se celebra la procesión de palmas, con las representaciones de la "borrica", la llegada de Jesús a Jerusalén y la expulsión de los mercaderes del templo.
- El Martes Santo se realiza la procesión de la Dolorosa.
- El Miércoles Santo discurre por las calles de la localidad el vía crucis.
- El Jueves Santo se representa la última cena, el aprisionamiento de Jesús y el juicio del Sanedrín, así como el arrepentimiento y muerte de Judas, seguido finalmente por la procesión del silencio.
- El Viernes Santo es el día grande de las fiestas. Por la mañana se realiza la representación del juicio ante Poncio Pilatos, la procesión de la calle de la amargura y la representación de la crucifixión de Cristo. Por la noche la asociación "La Pasión" representa el descendimiento, y seguidamente comienza la procesión general.
- El Sábado Santo, desde el año 2015 se representan las escenas de la resurrección de Jesús, y después las cofradías van portando en procesión al Cristo resucitado, donde los cofrades no llevan ni capa ni capirote.
- El Domingo de Resurrección se realiza la procesión del encuentro, seguida de un desfile en el que los cofrades reparten caramelos a los vecinos y visitantes.

Las fiestas mayores en honor al patrón del pueblo, San Sebastián, se celebran desde el fin de semana de la penúltima semana de junio, hasta el siguiente fin de semana. En las fiestas mayores las asociaciones del municipio cuentan con una festera, de entre las cuales se elige a la festera mayor. Además de esto a lo largo de la semana de fiestas también se celebra la tradicional procesión del Corpus Christi, así como también los moros y cristianos.
La fiesta de los moros y cristianos de Benetúser comenzó a celebrarse en los ochenta, con 3 comparsas moras, Beni Tuzer, Almoravits, Mudaffar y una cristiana Guerrers Cristians, celebrándose el primer desfile en el año 1982. Los principales actos de las fiestas de moros y cristianos son:

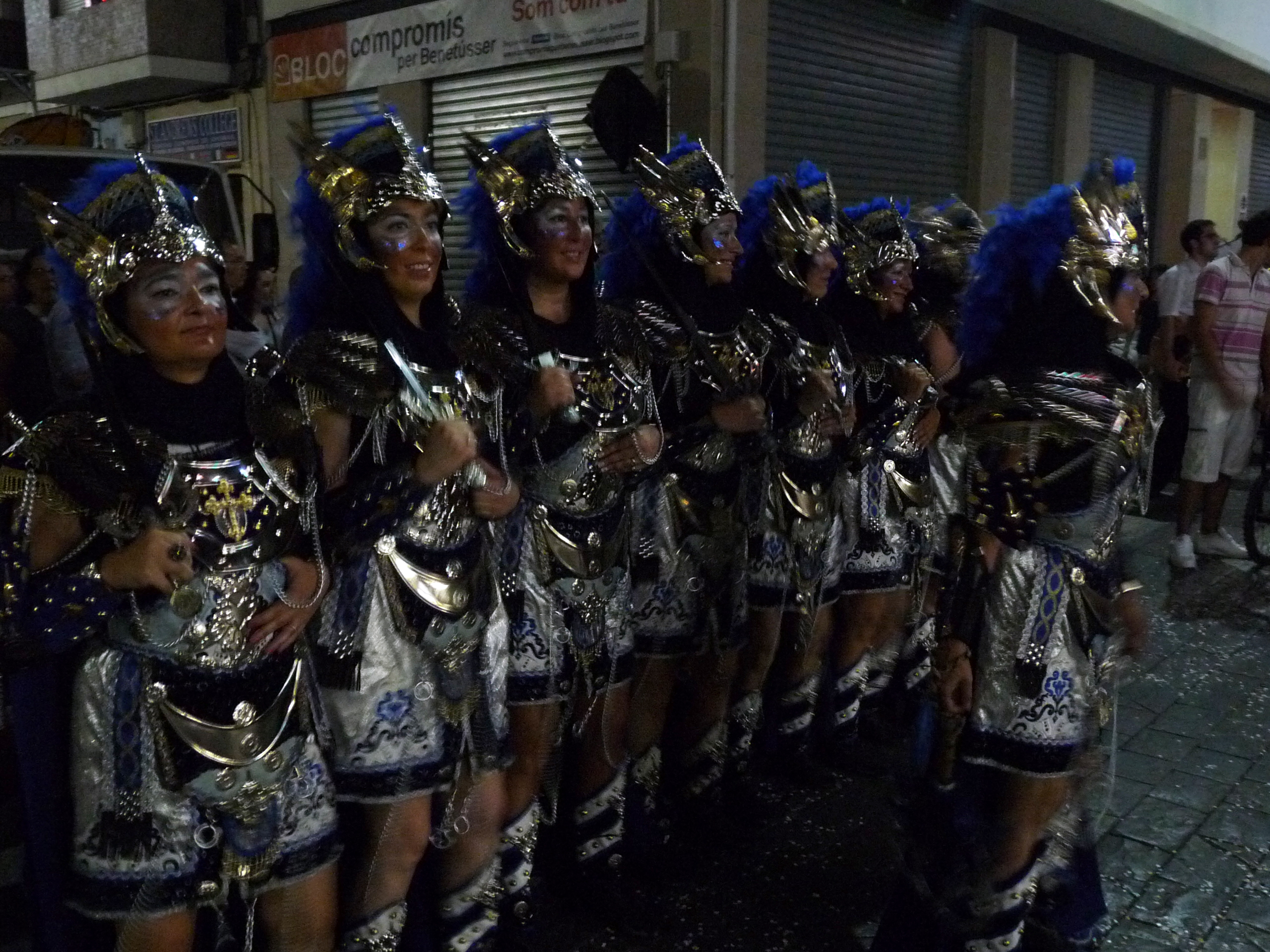
Filà mora en la entrada de gala

- El miércoles las comparsas de moros y cristianos preparan sus fiestas, y lo hacen con la "entrada falsa" o "entrada de bandas", que no es otra cosa que un alegre y desenfadado desfile de las comparsas disfrazados y acompañados por las diferentes bandas de música. El itinerario es el siguiente: plaza de la Iglesia, Molí, plaza del Forn, Major, Ntra. Sra. del Socorro, Francisco Almarche, Marqués del Turia, plaza del Ayuntamiento.
- El jueves se realiza la presentación bando moro. Las huestes del bando moro se preparan para la batalla y enseñarán todas sus armas de guerra desfilando junto con el bando cristiano, desde el A.D Favara hasta la plaza de la Iglesia. Embajada mora: bajo el mando de la comparsa capitana, las tropas moras conquistan el castillo, tras una encarnizada lucha.
- El viernes es la presentación del Bando Cristiano. Las tropas de la Cruz, harán demostración de su poder y desfilarán juntamente con las moras desde el A.D Favara por la calle Mayor, hasta la plaza de la Iglesia. Embajada Cristiana: la Batalla se retoma y en esta ocasión los vencedores son los cristianos bajo el mando de la comparsa capitana.
- Mientras que el sábado se realiza entrada de Gala, donde las tropas moras y las cristianas lucirán sus mejores vestidos de gala. El recorrido es: plaza de San Sebastián, Marqués del Turia, El Palleter, Ntra. Sra. del Socorro, Mayor, plaza del Horno.

En septiembre se celebra la semana dedicada a la patrona, Nuestra Señora del Socorro, con la novena, misas, traslados diarios de la imagen de la patrona y la procesión en su honor. Mientras que el 9 de octubre, se celebra el día de la Comunidad Valenciana y el día de San Dionisio, patrón de los enamorados valencianos. En el municipio la noche del 8 al 9 se celebra una cena donde las asociaciones del municipio cocinan paellas para sus miembros. Mientras que el día 9 se celebra la tradición que dice que los hombres deben de regalar a las mujeres “la mocadorà”, es decir, un pañuelo que guarda productos de la huerta elaborados con mazapán, así como la “piruleta” y el “tronaor”, que recuerdan dos tipos de cohetes que se disparaban conmemorando el día de la Conquista. Junto a todas estas fiestas, en el centro cultural El Molí, la Unión Musical de Benetúser, realiza todos los años un concierto en esta fecha para celebrar dicha festividad, a la vez que se entregan las condecoraciones municipales a vecinos, empresas y asociaciones de la localidad. En Benetúser, dentro de la tradición católica, el 1 de noviembre se celebra el día de Todos los Santos, cuya festividad consiste en que las personas visitan a los seres queridos ya fallecidos en el cementerio, donde les dejan flores y rezan por ellos.

### Gastronomía

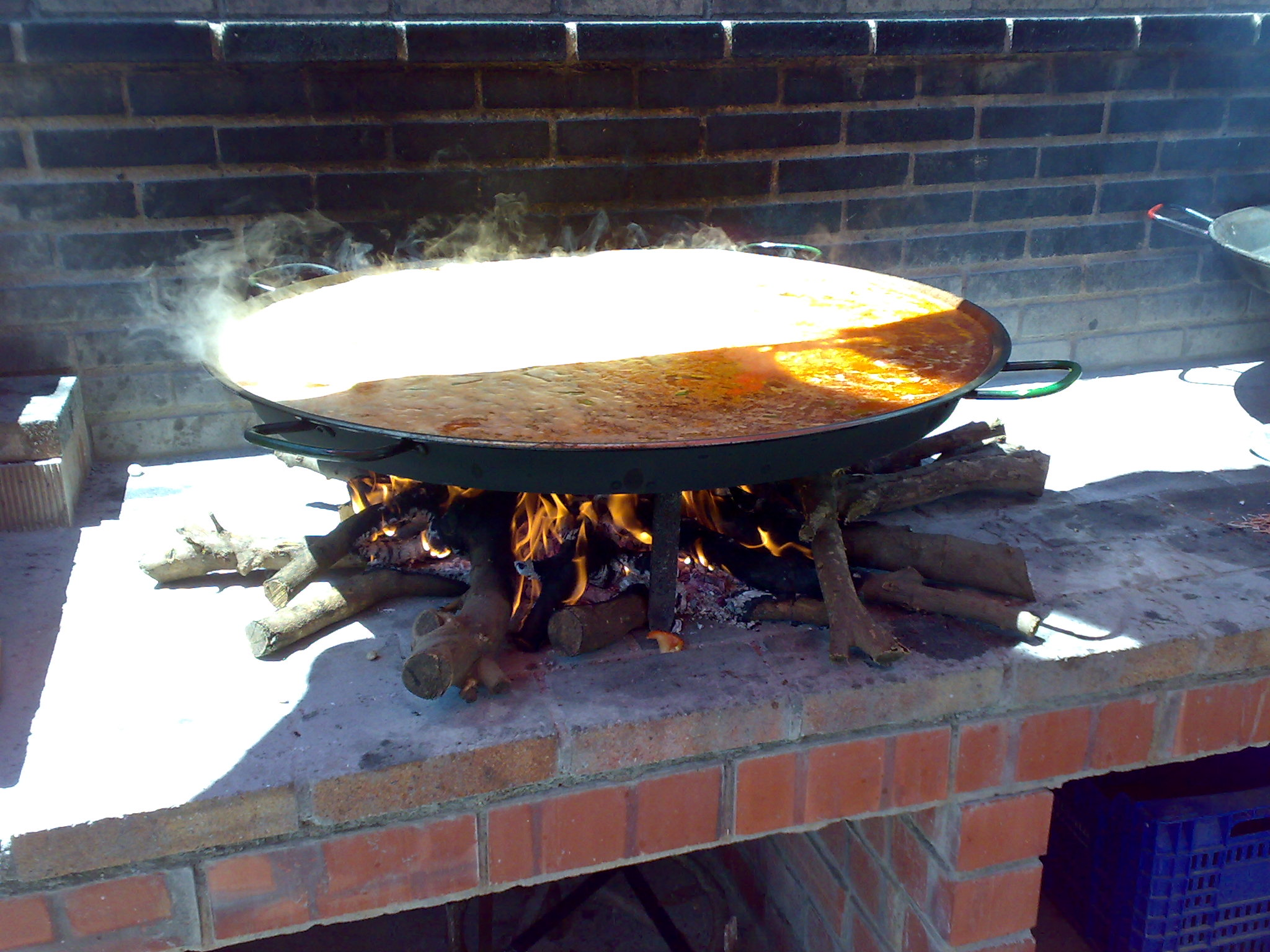
Paella valenciana

La cocina de Benetúser se encuentra enmarcada dentro de la cocina típica mediterránea y valenciana, con un alto consumo de productos vegetales (frutas, verduras, legumbres, frutos secos), pan y otros cereales (siendo el arroz el principal), el aceite de oliva como grasa principal y el consumo regular de pescado y de carne de ave.
- Los platos tradicionales de la localidad son fundamentalmente los arroces, debido a su cercanía a La Albufera, como pueden ser la paella valenciana, el arroz con alubias y nabos, el arroz al horno y el arroz a banda, aunque también destaca el tradicional all i pebre y el puchero.
- La bebida tradicional de la zona es la horchata valenciana hecha a base de chufa, la cual se suele tomar combinada con los fartones.
- Entre los dulces destacaba la fabricación de turrones típicos de Navidad, así como también el turrón de chocolate con almendras o avellanas, aunque el principal producto que se fabricaba en Benetúser era el "Turrón Viena",[59] el cual consiste en una galleta de barquillo rellena de praliné de turrón y bañada con chocolate sin leche.